# Mennoniten

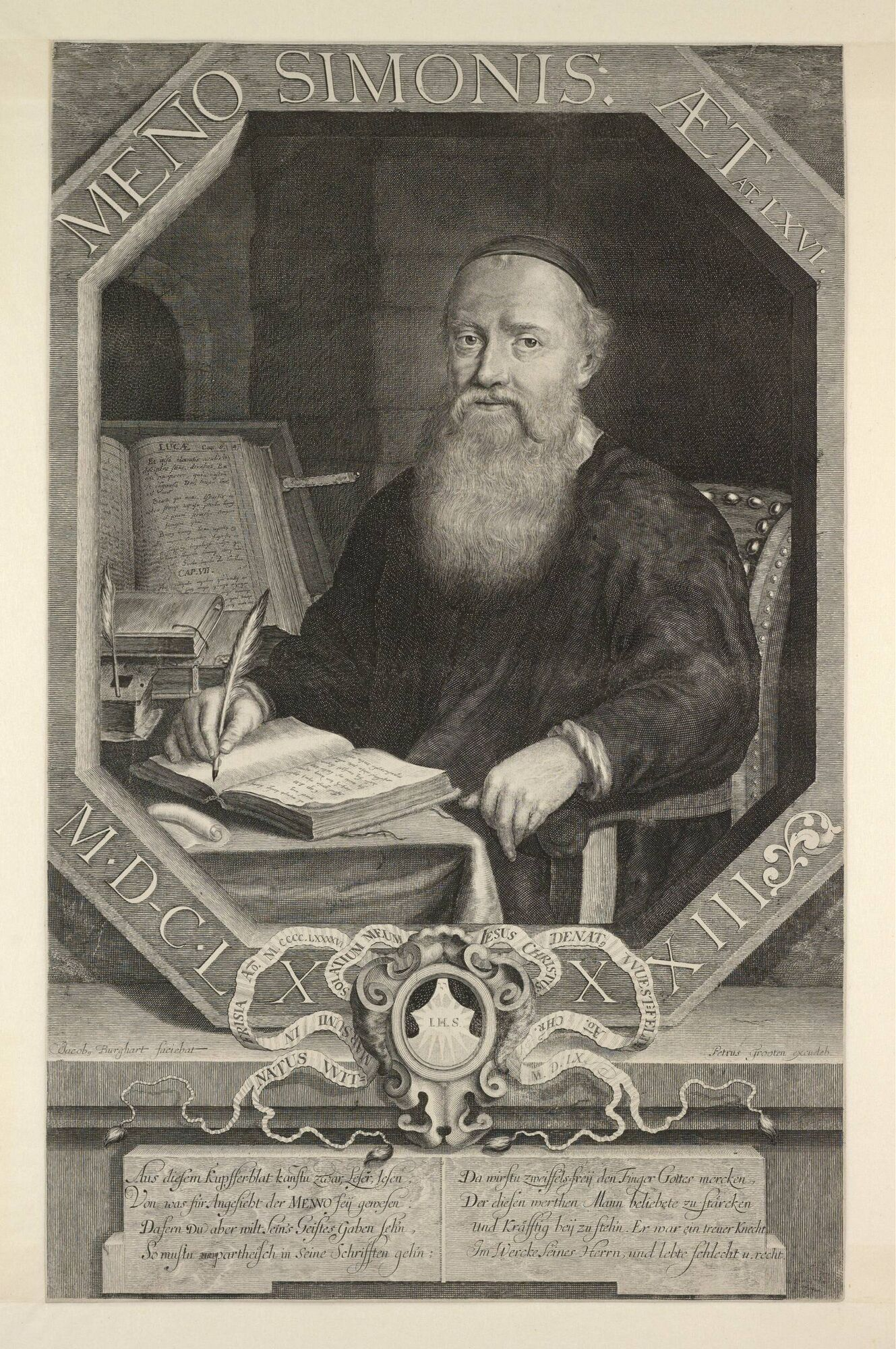
Menno Simons, Reformator und Namensgeber (aber nicht Gründer) der Mennoniten

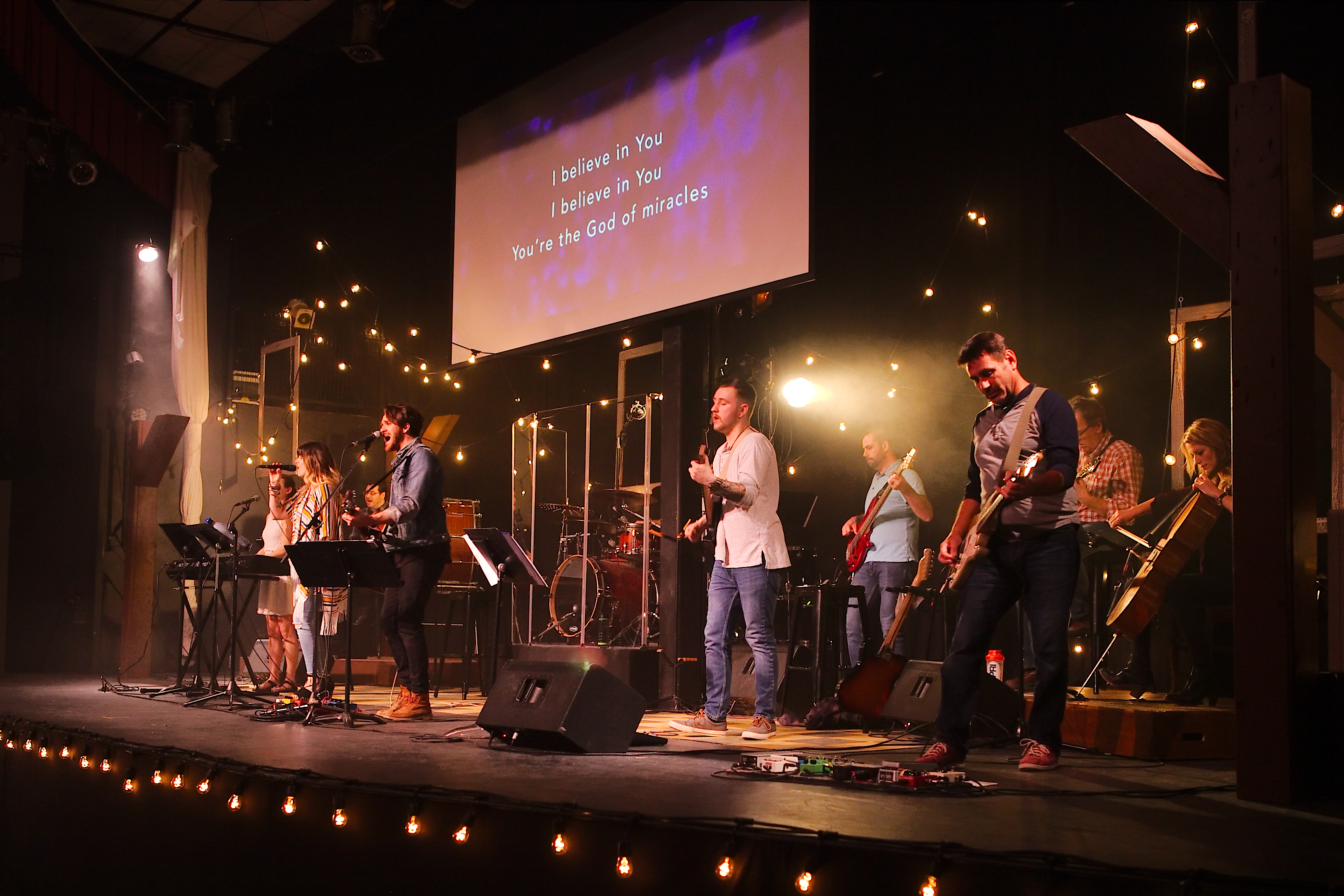
Musikgruppe (Praise team) in einem Gottesdienst einer kanadischen Mennonitengemeinde (eine Mennonitenbrüdergemeinde der Canadian Conference of Mennonite Brethren Churches)

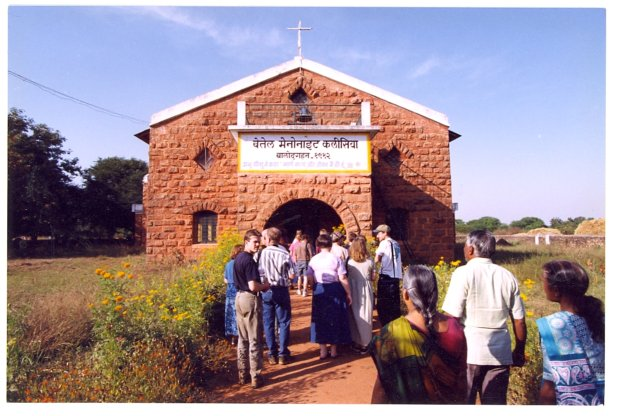
Mennonitenkirche in Indien

Mennoniten sind eine evangelische Freikirche, die auf die Täuferbewegungen der Reformationszeit zurückgeht. Der Name leitet sich von dem aus Friesland stammenden Theologen Menno Simons (1496–1561) ab.
Verfolgungen und rechtliche Beschränkungen in Europa führten vor allem zwischen etwa 1715 und 1815 zur Auswanderung von Mennoniten und anderen Täufern nach Osteuropa und Nordamerika. Trotz der Verfolgungen hat sich die Freikirche in Mitteleuropa durchgehend halten können.
In den Medien gibt es immer wieder Berichte über Mennoniten in Nord- oder Südamerika, die einen sehr konservativen bis weltabgewandten Lebensstil pflegen und die in der Regel einen deutschen Hintergrund haben. Diese Gruppen stellen jedoch nur einen kleinen Ausschnitt aus dem mennonitischen Spektrum dar, in dem es auch viele modernere, angepasstere und liberalere Gemeinschaften sowie viele andere ethnische Zugehörigkeiten gibt.
Mennoniten sind weltweit verbreitet, geographische Schwerpunkte liegen in bestimmten Regionen Afrikas, Nordamerikas, Lateinamerikas und Asiens. Während in Europa die Mitgliederzahlen rückläufig sind, steigen sie in den anderen Teilen der Welt.

## Name

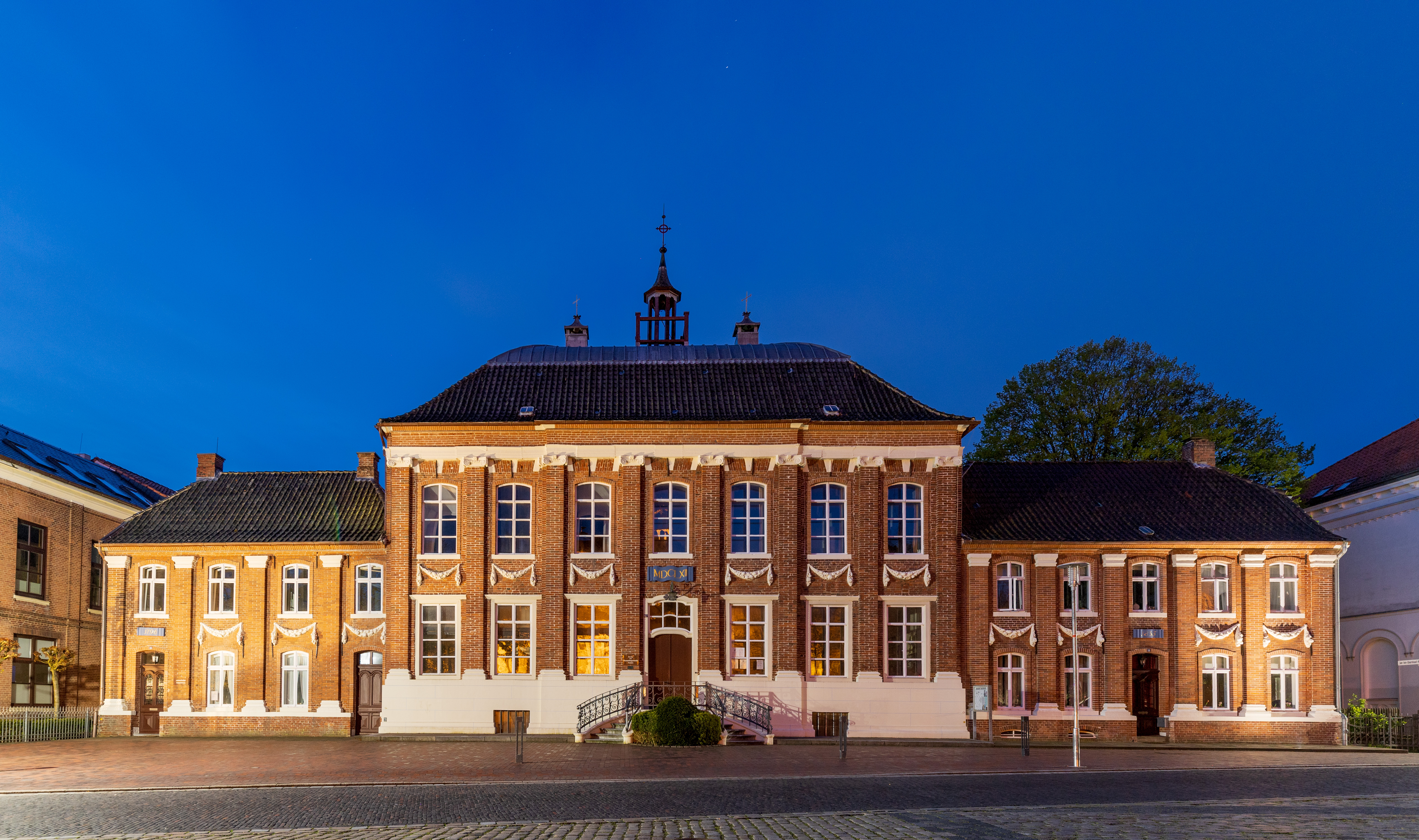
Die Mennonitengemeinde in Norden (Ostfriesland) ist eine der ältesten Mennonitengemeinden der Welt. Sie konnte 1795 ein repräsentatives Wohngebäude erwerben und zu einer Kirche umbauen, die seitdem von der Gemeinde genutzt wird.

Der Ausdruck Mennoniten ist erstmals im Jahr 1544 in einem Schreiben ostfriesischer Behörden schriftlich dokumentiert. Er geht auf den niederländischen Reformator Menno Simons zurück. Simons war katholischer Priester und konvertierte um das Jahr 1536 zur Täuferbewegung, einem Teil des sogenannten „radikalen“ bzw. „linken Flügels der Reformation“. Menno Simons nahm bald eine führende Position innerhalb der noch jungen Täuferbewegung ein und prägte nachhaltend Theologie und Geschichte eines Teils der reformatorischen Täufer.
Der Begriff wurde zu Beginn vor allem von außen zur Umschreibung jener norddeutsch-niederländischen Täufer verwendet, die sich auf Menno Simons beriefen. Später übernahmen auch Täufer aus anderen Regionen den Namen, so dass heute die meisten Täufer als Mennoniten bekannt sind. Eine besondere Bedeutung bekam der Begriff als Schutzname, um das reichsweite sogenannte Wiedertäufermandat von 1529 zu umgehen, das die Todesstrafe für Täufer im Römisch-Deutschen Reich vorschrieb. Fürsten konnten so Täufer in ihren Territorien ansiedeln, ohne formell die antitäuferische Gesetzgebung des Reiches zu brechen. Menno Simons übernahm somit ungewollt die Rolle des Namensgebers der Mennoniten. Als Gründer der Bewegung kann er jedoch nicht angesehen werden, da die unter anderem von Konrad Grebel und Felix Manz begründete Täuferbewegung bei seinem Eintritt bereits über ein Jahrzehnt bestand.
Von der Täuferbewegung der Reformationszeit haben drei Zweige überlebt. Neben den Mennoniten sind es die Hutterer, die im Jahr 1528 entstanden, sowie die Amischen, die sich 1693 von den Mennoniten abgespalten haben. In den USA werden auch die Schwarzenau Brethren den Täufern zugerechnet. Im konfessionellen Sinne nicht zu den Täufern zu rechnen sind später entstandene Freikirchen wie die Baptisten, die eigene konfessionelle Gruppen bilden, sich aber gleichwohl in der Sache immer wieder auf die Täufer beziehen.
Die Mennoniten sind heute auch als Taufgesinnte (in den Niederlanden als Doopsgezinde, der Begriff Mennoniten ist dort als Selbstbezeichnung nicht üblich), Alttäufer, Altevangelisch Taufgesinnte (in der Schweiz) oder als Evangelisch-Mennonitische Freikirche bekannt. Im deutschsprachigen Raum findet sich auch oft die Umschreibung täuferisch-mennonitisch.

## Geschichte

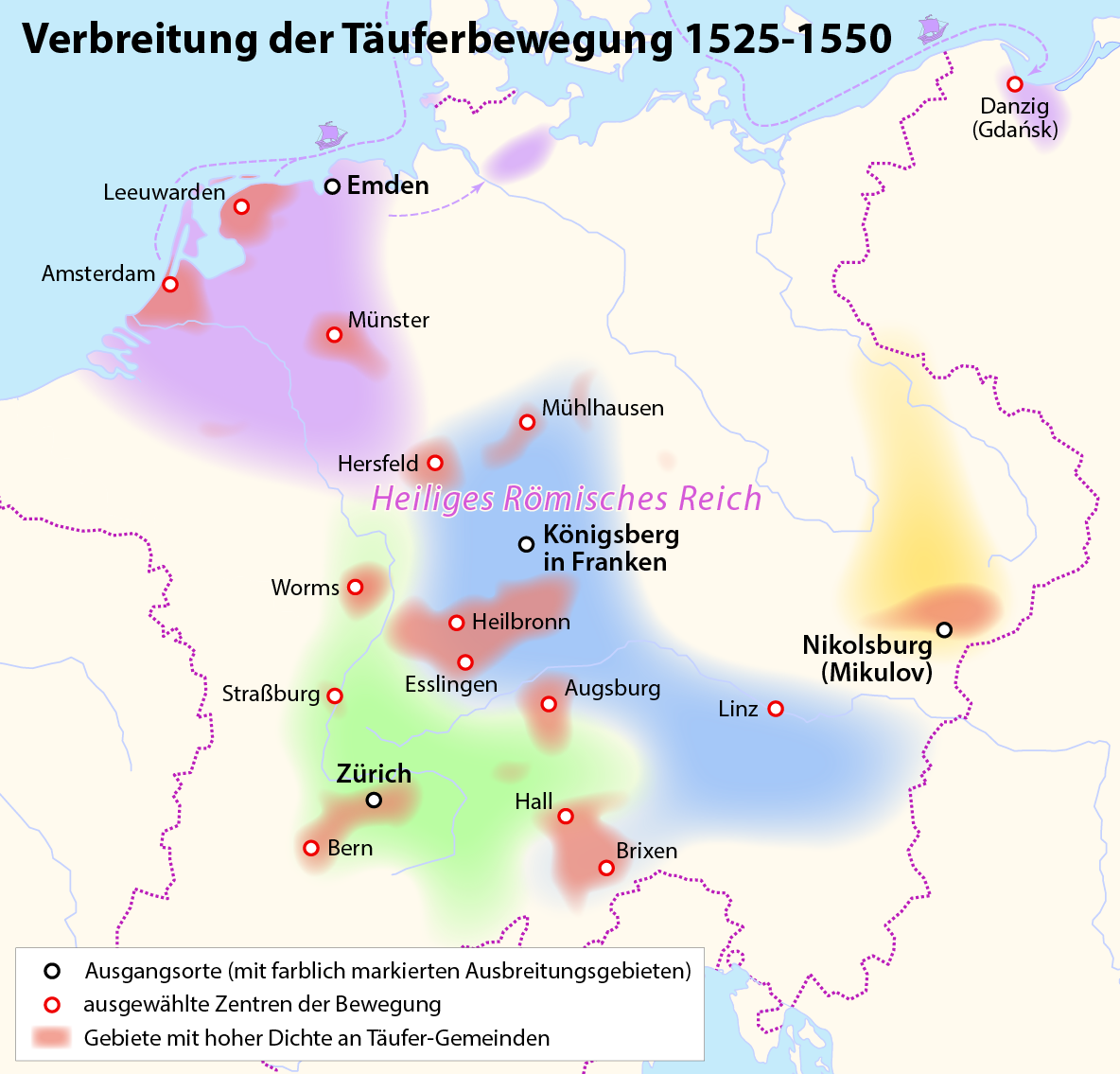
Verbreitung der reformatorischen Täuferbewegung zwischen 1525 und 1550

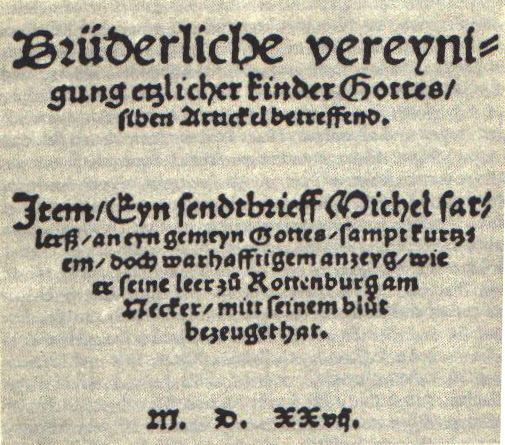
Die Schleitheimer Artikel von 1527

### Reformationszeit
Die Geschichte der Mennoniten beginnt mit der Täuferbewegung, die um das Jahr 1525 in Zürich im Umfeld der Schweizer Reformation entstand. In der Folge breitete sich diese Bewegung aus und auch in Süddeutschland entstanden erste Täufergemeinden. Die Täufer forderten ein Leben in der Nachfolge Jesu und sahen – wie die Reformatoren Luther und Zwingli – die Bibel als entscheidende Quelle des christlichen Glaubens. Anders als Luther und Zwingli kamen sie jedoch zu der Erkenntnis, dass die Taufe ausschließlich dann praktiziert werden sollte, wenn die zu Taufenden sich bewusst für den Glauben entscheiden (Gläubigentaufe). Dies lehnten sowohl die katholische Kirche als auch die lutherischen und reformierten Reformatoren ab, die weiter an der Kindertaufe festhielten. Die Täufer übten Kritik am Zustand der etablierten Kirche und solidarisierten sich beispielsweise mit den Forderungen der aufständischen Bauern nach eigener Pfarrerwahl. Sowohl die Regierenden als auch die großen Kirchen sahen in den Täufern eine Gefahr für die Autorität von Staat und Kirche. So setzte bald eine umfassende Verfolgung der noch jungen Bewegung ein, die auch von lutherischer und reformierter Seite unterstützt wurde. Zwingli forderte den Rat der Stadt Zürich beispielsweise auf, die Täufer mit allen zur Verfügung stehenden Mitteln auszurotten. Luther sah in den Täufern „Rottengeister und Ketzer“ und riet dazu, sie „unverhört und unverantwortet“ abzuurteilen.
Die Täuferbewegung selbst war schon in ihren ersten Jahren eine pluralistische Bewegung, die aus mehreren Richtungen bestand. Neben den stärker biblizistisch-pazifistisch orientierten Schweizer Täufern entwickelten sich auch die zum Teil noch von Thomas Müntzer und vom christlichen Spiritualismus geprägten Oberdeutschen Täufer und auch kommunitäre Gruppen wie die Hutterer. Unter dem Eindruck der schon beginnenden Täuferverfolgung kamen im Februar 1527 südwestdeutsche und schweizerische Täufer zusammen und beschlossen die Schleitheimer Artikel, die entscheidende Prinzipien wie die Gewaltfreiheit oder das Modell einer Freikirche außerhalb staatlicher Strukturen zusammenfassten. Im August desselben Jahres fand auch eine größere Täufersynode in Augsburg statt. Viele der in Augsburg zusammengekommenen Täufer wurden später wegen ihres Glaubens ermordet, weswegen die Synode bis heute als Augsburger Märtyrersynode bekannt ist. Im Jahr 1529 wurde schließlich durch den Reichstag das Wiedertäufermandat beschlossen, das reichsweit die Todesstrafe für Täufer festsetzte.
Mit Melchior Hofmann verbreiteten sich die Ideen der reformatorischen Täuferbewegung auch in Norddeutschland und in den Niederlanden, wo sie zum Teil das Erbe der vor-reformatorischen Sakramentarier übernahmen. Ein Teil der niederländisch-norddeutschen Täuferbewegung radikalisierte sich jedoch unter dem Eindruck zunehmender Verfolgung und apokalyptischer Vorstellungen, was mit zu den Ereignissen in Münster führte. Andere, wie der 1536 zu den Täufern konvertierte Theologe Menno Simons betonten das Prinzip christlicher Gewaltfreiheit. Nach dem Sturz der militanten Täufer in Münster sammelte Simons schließlich große Teile der niederländisch-norddeutschen Täuferbewegung und formulierte ausgehend von der Bergpredigt eine bewusst pazifistische Theologie, wie sie auch schon in den Schleitheimer Artikeln formuliert wurde. Simons gewann großen Einfluss innerhalb der norddeutsch-niederländischen Gemeinden, so dass sie auch als Mennoniten benannt wurden. Schließlich wurde der Name auch von Täufergemeinden des schweizerisch-süddeutsch-französischen Raumes verwendet. Der neue Name bot auch einen gewissen Schutz; denn auf ihn stand formell keine Todesstrafe.

### Weitere Entwicklungen

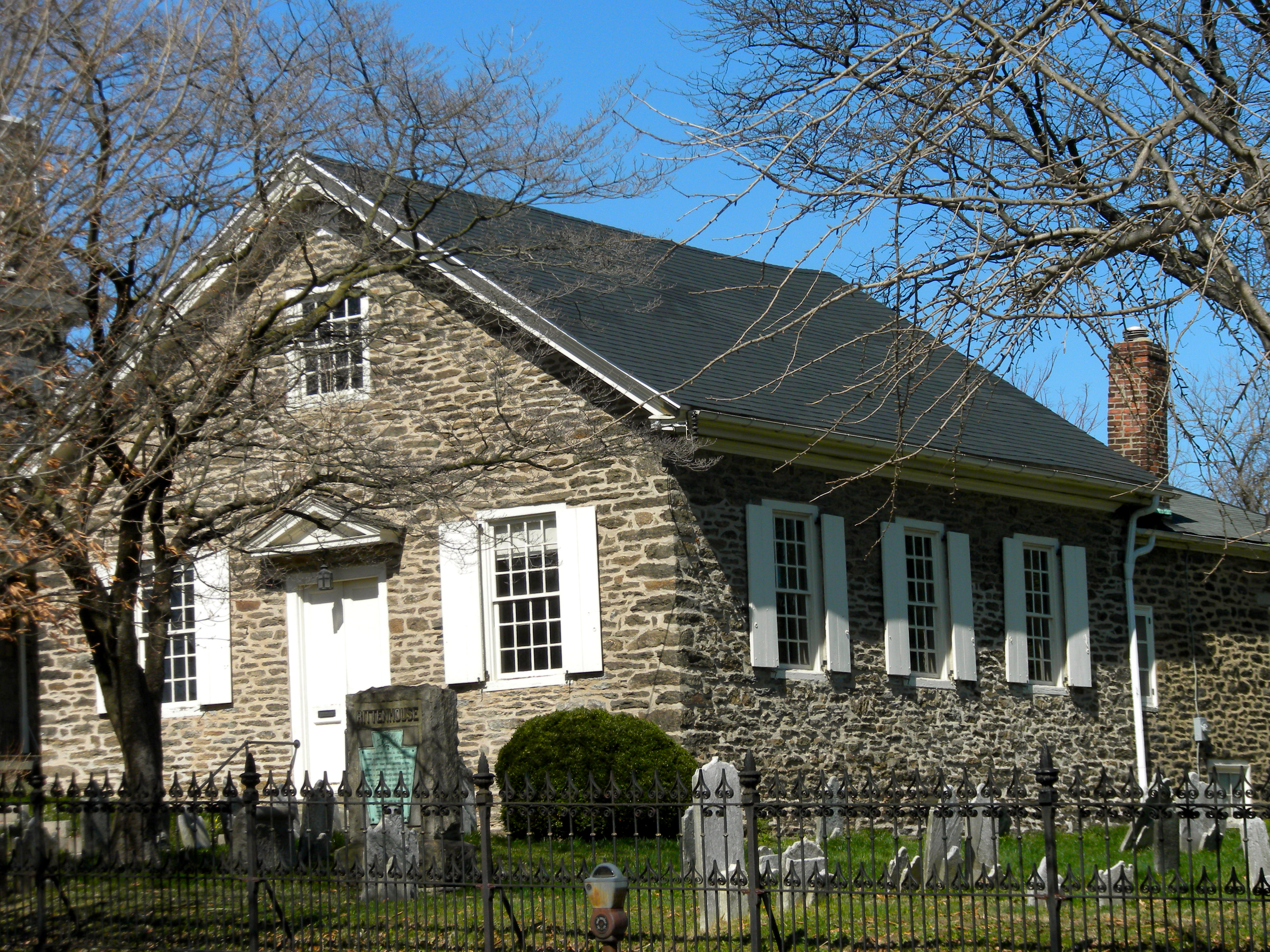
Mennonitenkirche in Germantown von 1700.

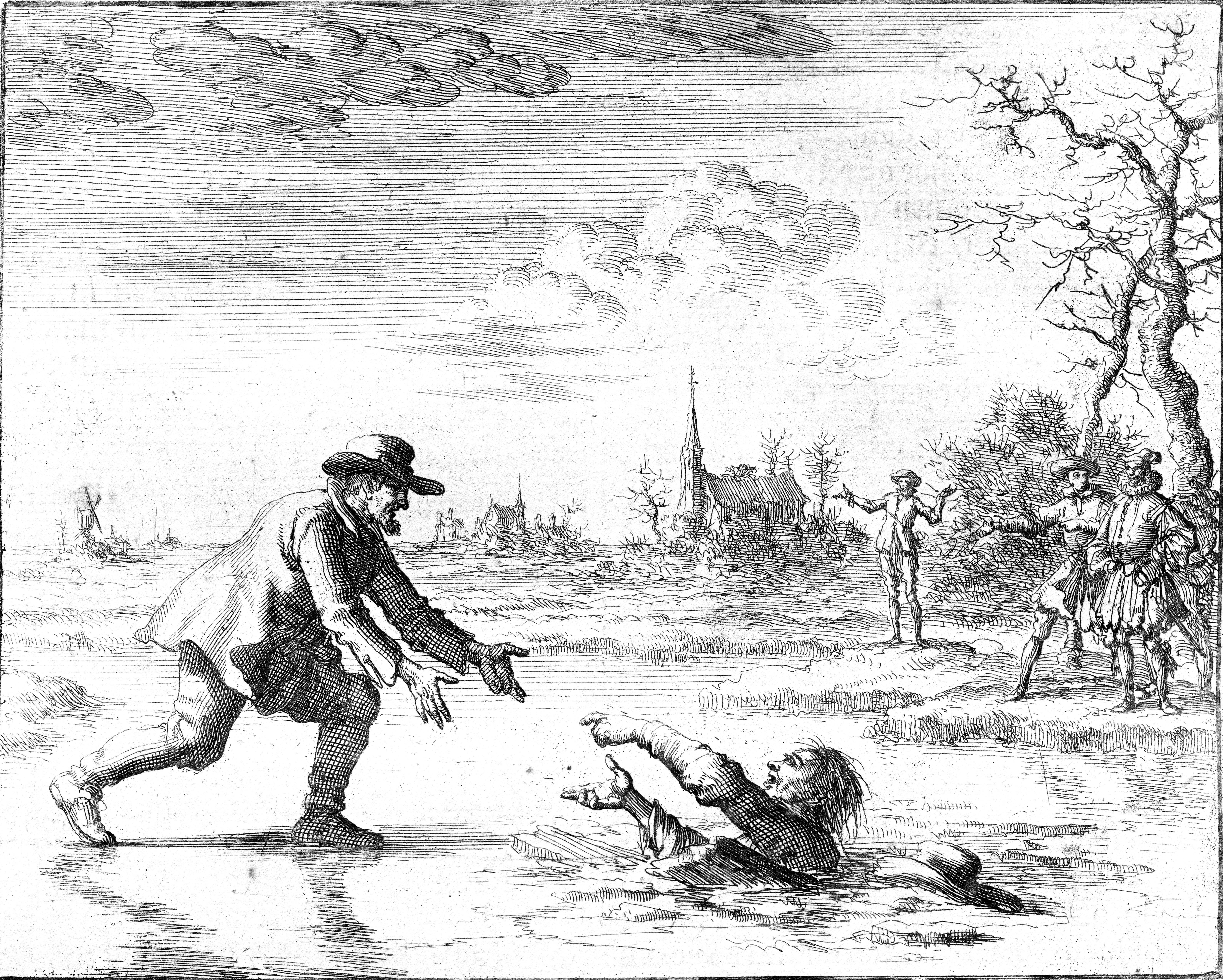
Eine der wohl bekanntesten Abbildungen aus dem Märtyrerspiegel ist die Abbildung von Dirk Willems, der seinen Häscher, der bei seiner Verfolgung ins Eis eingebrochen war, rettet. Er wird daraufhin von seinem Verfolger festgenommen und schließlich auf dem Scheiterhaufen verbrannt.

Anders als in den nördlichen Niederlanden, die unter den Oraniern im Jahr 1579 die religiöse Toleranz einführten, wurden die Mennoniten in den meisten europäischen Territorien wie zum Beispiel in der Schweiz oder den südlichen Niederlanden weiter unterdrückt und durch Verfolgung, Ausweisung, Folter und Tod bedroht. Sie waren daher unter den ersten Deutschen, die nach Nordamerika auswanderten, wo bis heute ein großer Teil europäisch-stämmiger Mennoniten lebt.
Vor allem im 18. Jahrhundert wanderten viele Pfälzer Mennoniten nach Pennsylvania aus, wo Mennoniten aus dem Krefelder Raum bereits im Jahr 1683 mit anderen deutschen Auswanderern den Ort Germantown („Deitscheschteddel“) gegründet hatten. Einige von ihnen, kutschenfahrende Mennoniten alter Ordnung, sprechen auch heute noch Pennsylvania-Deutsch. Unter den nach Amerika ausgewanderten Mennoniten entstand auch die erste deutsche Ausgabe des Märtyrerspiegels.
Die in Europa verbliebenen Täufer lebten in den folgenden Generationen als die „Stillen im Lande“. Schweizer Mennoniten siedelten beispielsweise zurückgezogen im Emmental und im Berner Jura. Viele wanderten auch ins Elsass und in geringerem Maße in die Niederlande ab. In Städten wie Zürich oder Basel wurden die Mennoniten ausgerottet und vertrieben.
Bereits im 16. Jahrhundert siedelten sich viele niederländische Täufer im zur polnischen Krone gehörenden Königlichen Preußen an, wo sie die Niederungen des Weichsel-Nogat-Deltas kultivierten. Sie bauten Deiche und Kanäle und konnten auf diese Weise das Land für eine erfolgreiche Landwirtschaft nutzen. Da sie den Städten und Grundbesitzern wirtschaftliche Vorteile brachten, wurde ihre Religion geduldet.
Vor allem Norddeutsche schlossen sich diesen mennonitischen Siedlern an, deren niederländische und friesische Dialekte sich im Lauf der Zeit immer mehr den nordostdeutschen Dialekten ihrer neuen Heimat anglichen. Das Hochdeutsche, statt des Niederländischen, wurde jedoch erst in der Mitte des 18. Jahrhunderts übernommen. Volle Bürgerrechte konnten sie jedoch erst im 19. Jahrhundert erlangen.
Unter den niederländischen und norddeutschen Mennoniten kam es bald zu Meinungsverschiedenheiten, beispielsweise um den Umgang mit dem Bann, und viele Gemeinden spalteten sich in waterländische, friesische und flämische Gemeinden. Später entstanden mit den Lammisten und den Sonnisten liberalere und konservativere Gemeinden.
Mitte des 17. Jahrhunderts bildete sich die Gruppe der Dompelaars (Untertaucher), die für die Taufe das dreifache Untertauchen forderte. Die meisten Gemeinden schlossen sich später jedoch wieder zusammen, als ihre Zahl aufgrund zunehmender Assimilation nicht mehr stieg, sondern zurückging.
Unter den Schweizer und Elsässer Mennoniten spalteten sich im Jahr 1693 die Amischen ab, die sich nach ihrem Gründer Jakob Ammann nannten. Jakob Ammann stand für eine stärkere Abschottung von der Welt und betonte stark die strenge Einhaltung der Gemeinde-Ordnung sowie den Ausschluss und die Meidung derer, die sich nicht an die Regeln halten. Amische leben heute so gut wie ausschließlich in Nordamerika, da sich die in Europa verbliebenen Gemeinden immer mehr an die Mehrheitsgesellschaft assimilierten und sich dann entweder wieder den Mennoniten anschlossen oder sich zu Mennonitengemeinden umformten.
Die an der Weichsel lebenden Mennoniten kamen nach der Ersten Teilung Polens (1772) unter preußische Herrschaft, was vor allem wegen des preußischen Militärdiensts zum Problem wurde. Viele wanderten so ab 1789 nach Neurussland und später von dort auch in andere Teile Russlands aus, wo sie zu einer ethno-religiösen Gruppe, den Russlandmennoniten, wurden. Hier entstanden nach 1860 auch die vom Pietismus beeinflussten Mennonitischen Brüdergemeinden.
Nach Einführung der russischen Wehrpflicht im Jahr 1874 wanderten ein Drittel von ihnen, vor allem die Konservativeren, nach Nordamerika aus, wo vor allem in Kansas und Manitoba neue Gemeinden und Siedlungen entstanden. So sind unter anderem die beiden kanadischen Städte Steinbach und Winkler auf die aus der heutigen Ukraine stammende mennonitische Gemeindebewegung Kleine Gemeinde zurückzuführen.
Im 20. Jahrhundert gründeten sich auch in Lateinamerika landwirtschaftliche Siedlungen, ab 1922 in Nordmexiko und ab 1927 in Paraguay. Vor allem aus diesen beiden Ländern bauten sie eigene Kolonien auf ab 1954 in Bolivien, ab 1958 in Belize, ab 1984 in Argentinien, ab 2015 in Peru und ab 2016 in Kolumbien. Bis heute sprechen fast alle Russlandmennoniten in Lateinamerika ihren westpreußischen Dialekt Plautdietsch.
Aufgrund der Missionsarbeit vor allem liberalerer nordamerikanischer Mennoniten leben heute die meisten Mennoniten auf dem afrikanischen Kontinent.
Von den Russlandmennoniten leben heute nur noch wenige in Russland, sondern die meisten sind nach 1990 nach Deutschland gekommen, was auch auf die Unterdrückung der Mennoniten unter den kommunistischen Machthabern zurückgeht. Bereits in den 1920er und 1930er Jahren und wieder nach 1945 verließen mehrere tausend russlanddeutsche Mennoniten Russland und gingen meistenteils nach Kanada und Lateinamerika. Besonders viele Menschenleben forderten der Große Terror unter Stalin in den 1930er Jahren. Viele russlanddeutsche Mennoniten wurden verhaftet, misshandelt, ermordet oder in Arbeitslager deportiert, wo viele grausam umkamen.
Es wird geschätzt, dass in den Jahren unmittelbar vor dem Zweiten Weltkrieg von den etwa 125.000 damals noch in der Sowjetunion siedelnden Mennoniten etwa 35.000 ums Leben kamen.
Heute leben mehr als 200.000 Menschen mit russlandmennonitischer Herkunft in Deutschland, von denen nur ein Teil mennonitischen Gemeinden beigetreten ist. Dennoch übersteigt inzwischen die Zahl der von Russlanddeutschen gegründeten mennonitischen Gemeinden die der alteingesessenen deutlich.

### Zeit des Nationalsozialismus
Dieser Abschnitt beschreibt vor allem die Situation im damaligen Deutschland, für weiterführende Informationen siehe auch: Freikirchen in der Zeit des Nationalsozialismus
Während der NS-Zeit blieben viele deutsche Mennoniten passiv. Einzelne wie Christian Neff übten offen Kritik oder versteckten Juden im Untergrund, andere wiederum unterstützten den Nationalsozialismus. Der Dachverband der ost- und westpreußischen Mennoniten zeigte bereits im September 1933 in einem Telegramm an Hitler offene Unterstützung für das neue Regime, und der Dachverband der norddeutschen Mennoniten entband die jungen Männer noch vor der Einführung der Wehrpflicht von der Praxis, den Militärdienst zu verweigern, womit sie sich in beiden Fällen deutlich von ihren pazifistischen Wurzeln lösten. Auch mit der Bekennenden Kirche gab es über gelegentliche Kontakte hinaus keine Zusammenarbeit. Dies führte dazu, dass der spätere Sozialwissenschaftler Johannes Harder die Mennoniten für mehrere Jahre verließ und sich stattdessen innerhalb der Bekennenden Kirche engagierte.
Die deutschen Mennoniten nahmen nicht an der Gründung des Internationalen Mennonitischen Friedenskomitees in Amsterdam im Jahr 1936 teil. Die Räumung des Bruderhofes der Neuhutterer in der Rhön durch die SS im Jahr 1937 führte ebenfalls nicht zu Protesten der deutschen Mennoniten. Hilfe kam stattdessen von niederländischen Mennoniten.

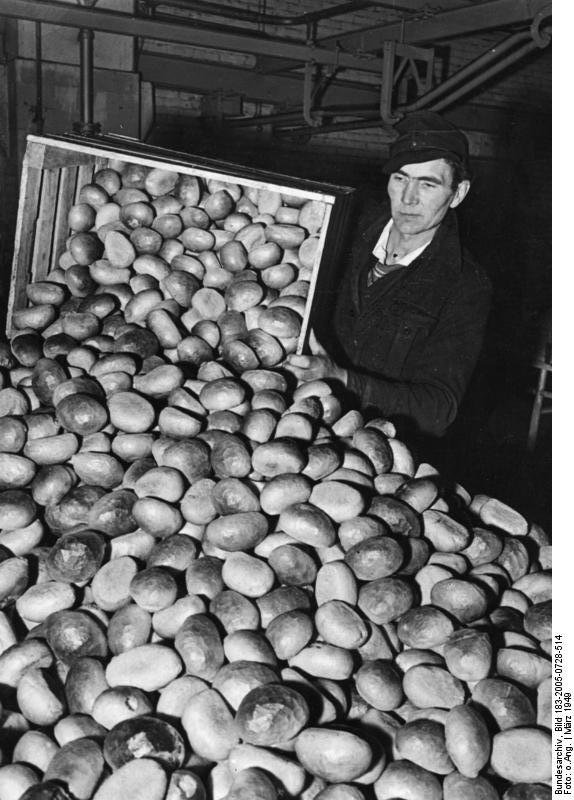
Lebensmittelhilfe amerikanischer Mennoniten in Hamburg 1949

### Nachkriegszeit
Unmittelbar bei Kriegsende waren vor allem die im preußischen Raum lebenden Mennoniten von der Vertreibung betroffen. Viele junge nordamerikanische Mennoniten kamen als Kriegsdienstverweigerer (Pax-Boys) nach Deutschland und halfen beim Wiederaufbau mit. Auch waren Mennoniten maßgeblich an der Gründung von CARE International beteiligt. Später war das Mennonitische Zentralkomitee einer der Mitbegründer des Friedensdienstes Eirene. Als Reaktion auf die Ereignisse der NS-Zeit und die eigene Schuld wurde das pazifistische Erbe nach dem Krieg wieder stärker betont. So gründeten in Ablehnung der Wiederbewaffnung deutsche Mennoniten und Mennonitinnen 1956 das Deutsche Mennonitische Friedenskomitee.
Eine systematische Aufarbeitung der Zeit des Nationalsozialismus und der eigenen Schuld setzte in Deutschland jedoch erst in den 1970er Jahren ein. Fünf Jahre nach ihrer Gründung veröffentlichte die Arbeitsgemeinschaft Mennonitischer Gemeinden im Jahr 1995 ein Schuldbekenntnis gegenüber den Kriegsopfern und Juden.

### Mennoniten in der DDR
Nach dem Kriegsende und der Vertreibung konzentrierte sich die mennonitische Gemeindearbeit in Deutschland vor allem auf den westlichen Teil. Es gab nach der Teilung Deutschlands jedoch auch in der DDR aktive Mennoniten. Zum größten Teil waren es Vertriebene (in der Diktion der DDR als Umsiedler oder Neubürger bezeichnet) aus den früheren deutschen Ostgebieten, zum Teil (einheimische) Mitglieder der schon zuvor bestehenden Gemeinde in Berlin. Nicht zuletzt auf Grund der kirchenkritischen Linie der DDR-Führung übersiedelten jedoch zahlreiche Mennoniten nach kurzer Zeit weiter nach Westberlin, Westdeutschland oder wanderten nach Nordamerika aus. Vor diesem Hintergrund ist es schwer, eine konkrete Zahl der Mennoniten in der DDR zu nennen. Für das Jahr 1950 wird eine Zahl von 1100 angegeben, diese sank bis ins Jahr 1985 auf nur noch 287, womit die DDR-Mennoniten einen deutlichen Mitgliederverlust hinnehmen mussten.
Vor dem Hintergrund der vielen mennonitischen DDR-Flüchtlinge bereitete das Ministerium des Inneren 1951 ein Verbot der Mennoniten vor. Ein entsprechender Entwurf, der jede Ausübung mennonitischen Gemeindelebens verboten und strafbar gemacht hätte, war bereits ausgefertigt, wurde jedoch nach 1952 nicht mehr umgesetzt.
Nach dem Bau der Mauer 1961 wurden die Verbindungen der DDR-Mennoniten zur im Westteil der Stadt gelegenen Berliner Mennonitengemeinde unterbrochen und es etablierte sich formell eine eigene Gemeinde für das Gebiet der DDR, die im Jahr 1962 von staatlicher Seite anerkannt wurde und viele Jahre von Walter Janzen als Prediger betreut wurde. Gottesdienste fanden in der evangelischen Pfingstkirche in Berlin und in Rostock, Halle, Erfurt und anderen Orten Ostdeutschlands statt. Die Mennoniten in der DDR waren ökumenisch in der Arbeitsgemeinschaft Christlicher Kirchen in der DDR engagiert. Im Jahr 1984 konnten sechs Mennoniten aus der DDR an der Mennonitischen Weltkonferenz in Straßburg teilnehmen.
Zur weiteren täuferisch-mennonitischen Geschichte siehe auch Zeittafel zur Geschichte der Täufer und Mennonitische Auswanderung

## Ausrichtungen
Die Mennoniten bilden zusammen mit den Amischen und Hutterern die täuferische Konfessionsfamilie. In Nordamerika werden auch die pietistisch-täuferischen Schwarzenauer Brüder mit zu den Täufern gerechnet.
Innerhalb der täuferisch-mennonitischen Denomination gibt es ein relativ weites Spektrum von Ausrichtungen. So gibt es sowohl liberale, pietistische, evangelikale als auch traditionalistische Gemeinden. Institutionell können neben den allgemeinen Mennoniten auch die Mennonitischen Brüdergemeinden, die Evangelical Mennonite Conference (Kleine Gemeinde), die Brethren in Christ und die traditionalistischen Mennoniten alter Ordnung (Old Order Mennonites) und Altkolonier-Mennoniten (Old Colony Mennonites) genannt werden. Letztere Gruppen finden sich ausschließlich in Nord- und Südamerika.
Das gemeinsame Band all dieser Gruppen besteht in der gemeinsamen Geschichte (Herkunft aus der reformatorischen Täuferbewegung) und gemeinsamen theologischen Grundüberzeugungen (wie unter anderem Bekenntnistaufe, Gewaltfreiheit oder Gemeindeautonomie). Darüber hinaus haben sich in vielen Punkten auch unterschiedliche Positionen entwickelt (so zur Form der Taufe oder zur Ordination von Frauen). Gruppen wie die Mennoniten alter Ordnung und die Altkolonier-Mennoniten übernehmen technische Neuerungen nur nach eingehender Prüfung und wenn sie ihre Gemeinschaften nicht gefährden. Diese Traditionalisten stellen zwar nur einen kleinen, jedoch beständig wachsenden Teil der weltweit verbreiteten Mennoniten dar.
Mit Ausnahme der konservativen Altkolonier-Mennoniten und der Mennoniten alter Ordnung arbeitet der Großteil der mennonitischen Gemeindeverbände in internationalen Zusammenhängen wie der Mennonitischen Weltkonferenz, dem Internationalen Komitee der Mennonitischen Brüdergemeinden oder der Hilfsorganisation Mennonite Central Committee zusammen.
Im deutschsprachigen Raum finden sich sowohl Gemeinden und Gemeindeverbände der allgemeinen Mennoniten wie auch der Mennonitischen Brüdergemeinden.

## Verbreitung

Logo der Mennonitischen Weltkonferenz

Die Mennoniten sind inzwischen weltweit verbreitet. Nach Angaben der Mennonitischen Weltkonferenz gab es im Jahr 2015 weltweit etwa 2,1 Mio. Täufer. Regionale Schwerpunkte bilden unter anderem der mittlere Norden der Vereinigten Staaten und das Zentrum Kanadas (Manitoba), Paraguay, Belize, der Kongo und Äthiopien.

### Deutschland

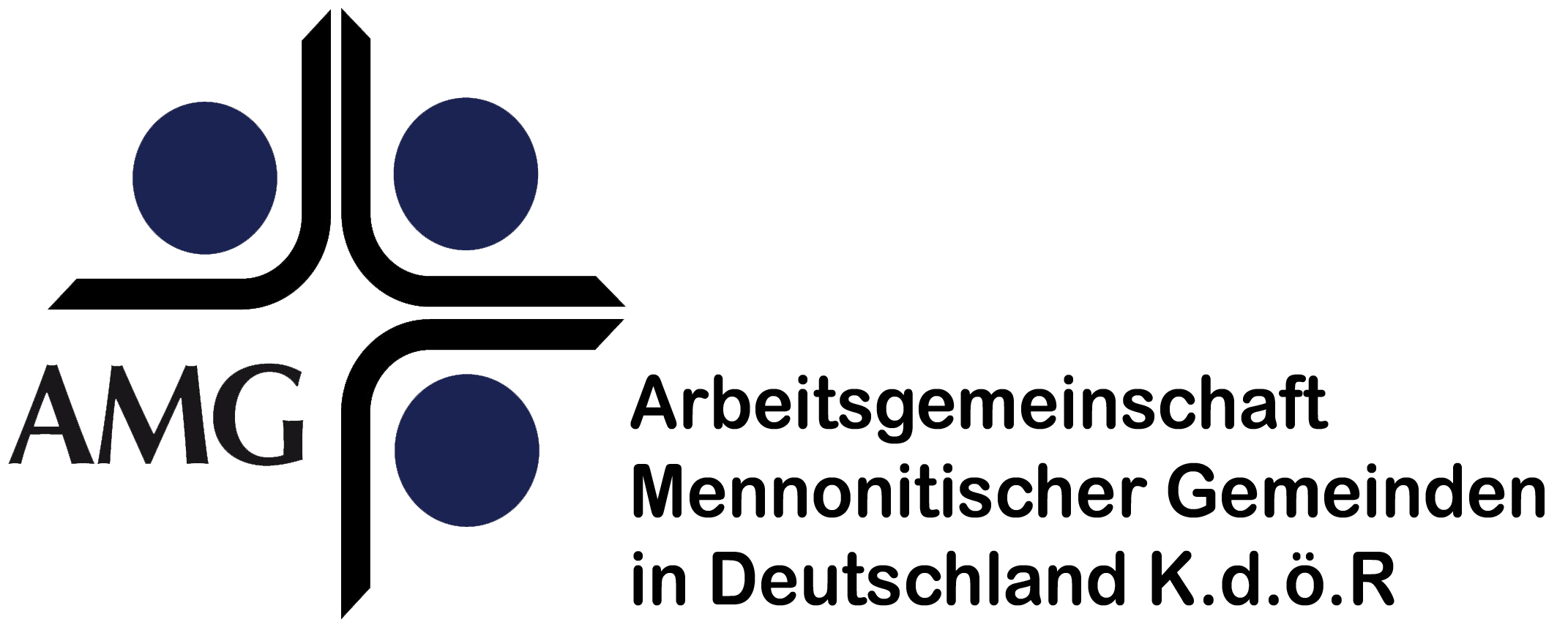
Logo der Arbeitsgemeinschaft Mennonitischer Gemeinden in Deutschland

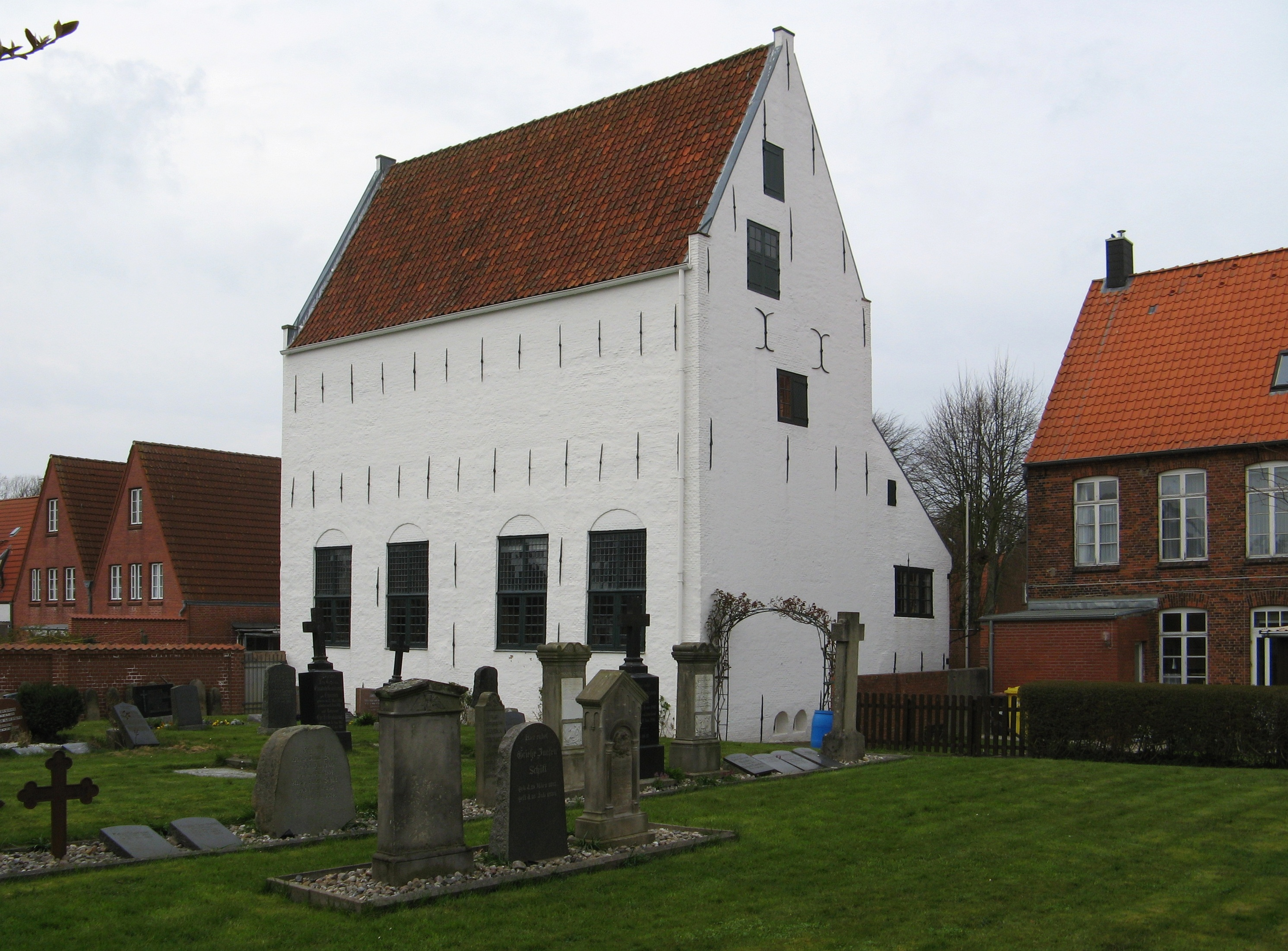
Mennonitenkirche in Friedrichstadt (Schleswig-Holstein)

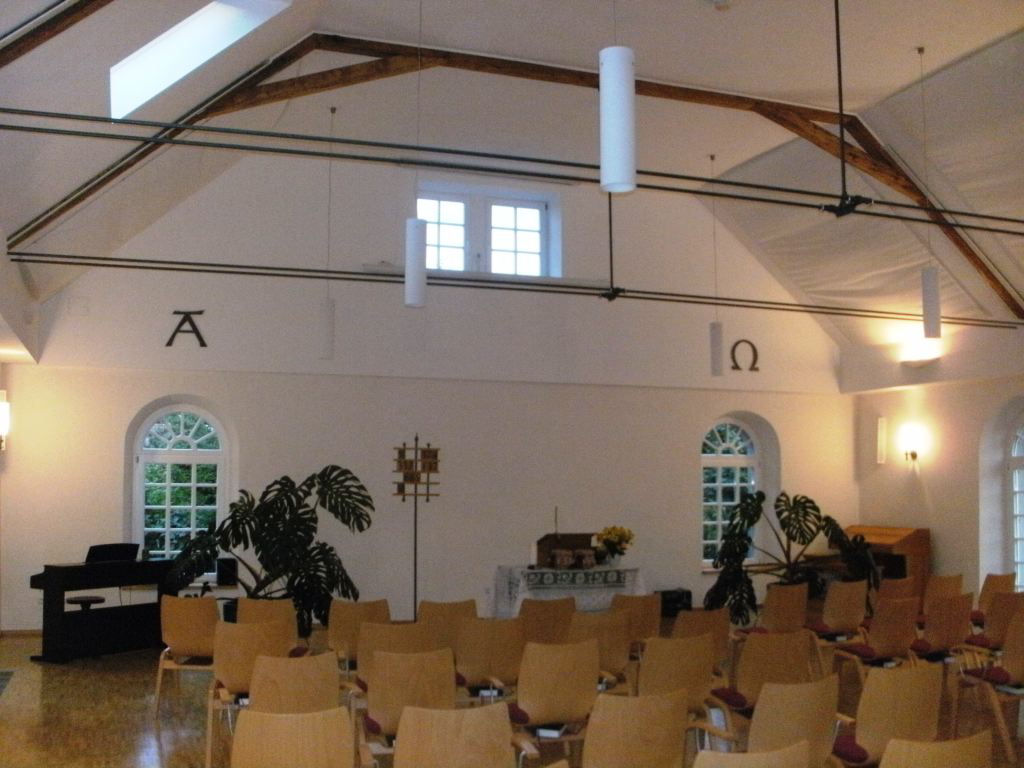
Innenraum der Mennonitenkirche in Friedelsheim (Rheinland-Pfalz)

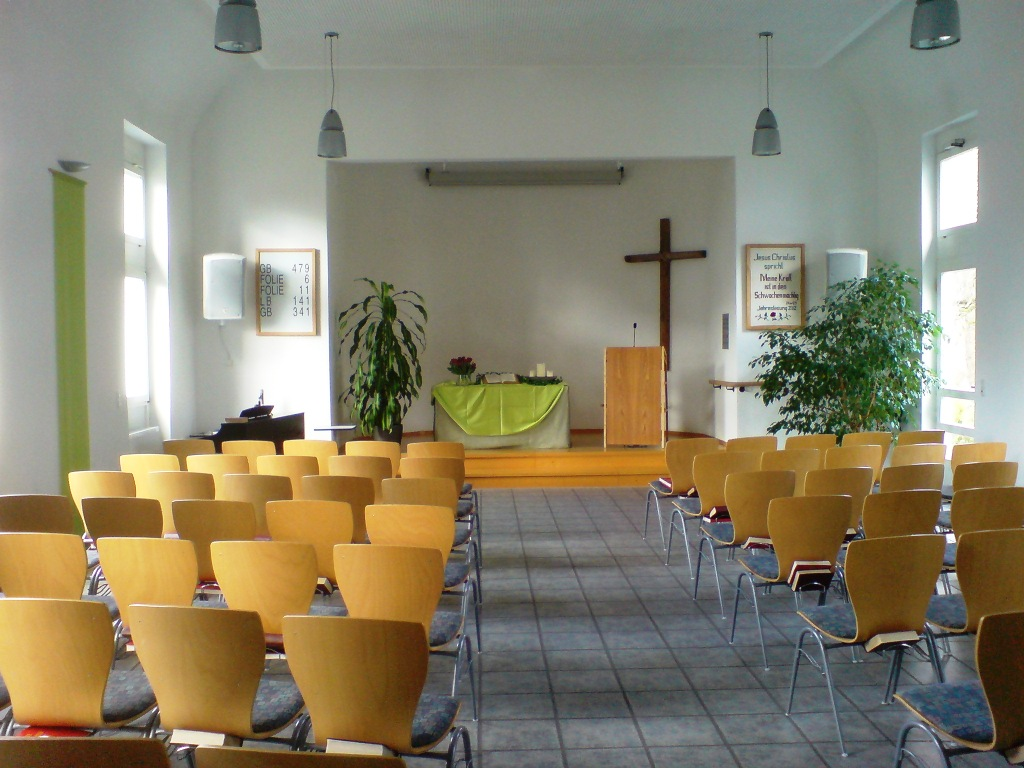
Innenraum der Mennonitenkirche in Karlsruhe (Baden-Württemberg)

In Deutschland gab es zirka 40.000 Mennoniten in etwa 200 Gemeinden (Stand 2005). Es bestehen mehrere täuferisch-mennonitische Gemeindeverbände. Es gibt jedoch bis heute kein zentrales oder koordinierendes Gremium der verschiedenen Gemeindeverbände auf nationaler Ebene.
Die 1990 gegründete Arbeitsgemeinschaft Mennonitischer Gemeinden in Deutschland (AMG) umfasst Gemeinden, deren Geschichte zum Teil bis in die Reformationszeit zurückgeht. Formal besteht die AMG aus den drei autonomen Regionalverbänden Vereinigung der Deutschen Mennonitengemeinden (VDM) im norddeutschen Raum, Arbeitsgemeinschaft Südwestdeutscher Mennonitengemeinden (ASM) im südwestdeutschen Raum und Verband deutscher Mennonitengemeinden (VdM) im süddeutschen Raum.
Daneben gibt es die 1970 gegründete Arbeitsgemeinschaft Mennonitischer Brüdergemeinden in Deutschland (AMBD) als Zusammenschluss der ersten Mennonitischen Brüdergemeinden in Deutschland.
Nach Zuwanderung von russlanddeutschen Mennoniten entstanden parallel hierzu weitere Gemeinden und Gemeindeverbände wie die 1978 gegründete Arbeitsgemeinschaft zur geistlichen Unterstützung in Mennonitengemeinden (AGUM) und der 1989 gegründete Bund Taufgesinnter Gemeinden (inzwischen unter dem Namen Bund evangelischer Freikirchen (Taufgesinnte Gemeinden)). Die AMG und die AGUM sind den kirchlichen Mennoniten, die AMBD und der BEF den Mennonitischen Brüdergemeinden zuzuordnen.
Daneben gibt es noch weitere Zusammenschlüsse und auch völlig selbständige Gemeinden. Auch die Gemeinden der aus Russland stammenden Evangeliumschristen-Baptisten haben oft einen mennonitischen Hintergrund. Inzwischen bilden die Mennoniten mit russlanddeutschen Wurzeln die Mehrheit der deutschen Mennoniten. Einen Überblick über zurzeit bestehende Zusammenschlüsse gibt die folgende Tabelle:
| Verband | Anzahl der Gemeinden | Mitglieder- zahl | Jahr |
| --- | -------------------- | ---------------- | ---- |
| AGAPE-Gemeindewerk Mennonitische Heimatmission e. V. (AGW-MHM) | 4                    | 200              |      |
| Arbeitsgemeinschaft Mennonitischer Brüdergemeinden in Deutschland e. V. (AMBD) | 15                   | 1.611            |      |
| Arbeitsgemeinschaft Mennonitischer Gemeinden in Deutschland K. d. ö. R. (AMG) |                      |                  |      |
| Arbeitsgemeinschaft zur geistlichen Unterstützung in Mennonitischen Gemeinden (AGUM) | 19                   | 5.728            |      |
| Bruderschaft der Christengemeinden in Deutschland (BCD) | 66                   | 20.000           |      |
| Vereinigung der Deutschen Mennonitengemeinden (VDM) | 14                   | 1.700            | 2025 |
| Bund Taufgesinnter Gemeinden (BTG) (inzwischen Bund evangelischer Freikirchen (Taufgesinnte Gemeinden)) | 26                   | 6.882            |      |
| Unabhängige Mennonitische Brüdergemeinden (kein Verband) | 25                   | 4.800            |      |
| Unabhängige Mennonitengemeinden (kein Verband) | 13                   | 445              |      |
| Verband der Evangelischen Freikirchen Mennonitischer Brüdergemeinden in Bayern e. V. (VMBB, steht mit dem AMBD in Verbindung) | 6                    | 318              |      |
| Weitere mennonitische Gemeinden innerhalb der russlanddeutsch geprägten Dachverbände Arbeitsgemeinschaft evangelikaler Gemeinden (AeG), Arbeitsgemeinschaft freier Gemeinden/Dienstgemeinschaft evangelikaler Gemeinden (AGFG/DeG), o der Evangeliums-Christen-Baptisten (VEChB) und Bruderschaft der Evangeliumschristen-Baptisten (BEChB) | unbekannt            | unbekannt        |      |

Die meisten Gemeinden bestehen heute im westdeutschen und südwestdeutschen Raum. Schwerpunkte sind hier unter anderem die Regionen Baden und Pfalz, wo heute noch Nachfahren der aus der Schweiz vertriebenen Täufer leben. Des Weiteren haben sich in Westfalen und Lippe viele russlanddeutsche Mennoniten angesiedelt. Die vor der Vertreibung im Danziger Raum gelegenen Gemeinden bestehen heute nicht mehr.

### Österreich
Die mennonitischen Gemeinden in Österreich sind heute in der Mennonitischen Freikirche Österreichs zusammengeschlossen. Um als Kirchengemeinschaft vom österreichischen Staat anerkannt zu werden, schlossen sich die österreichischen Mennoniten 2013 mit anderen Freikirchen zu einem Dachverband der Freikirchen in Österreich zusammen. Schon in der Reformationszeit bestanden Täufergemeinden in Tirol und in Städten wie Linz und Steyr, die jedoch später wieder vertrieben wurden. Die Gemeinschaft umfasste (Stand 2013) etwa 300 Angehörige.

### Schweiz

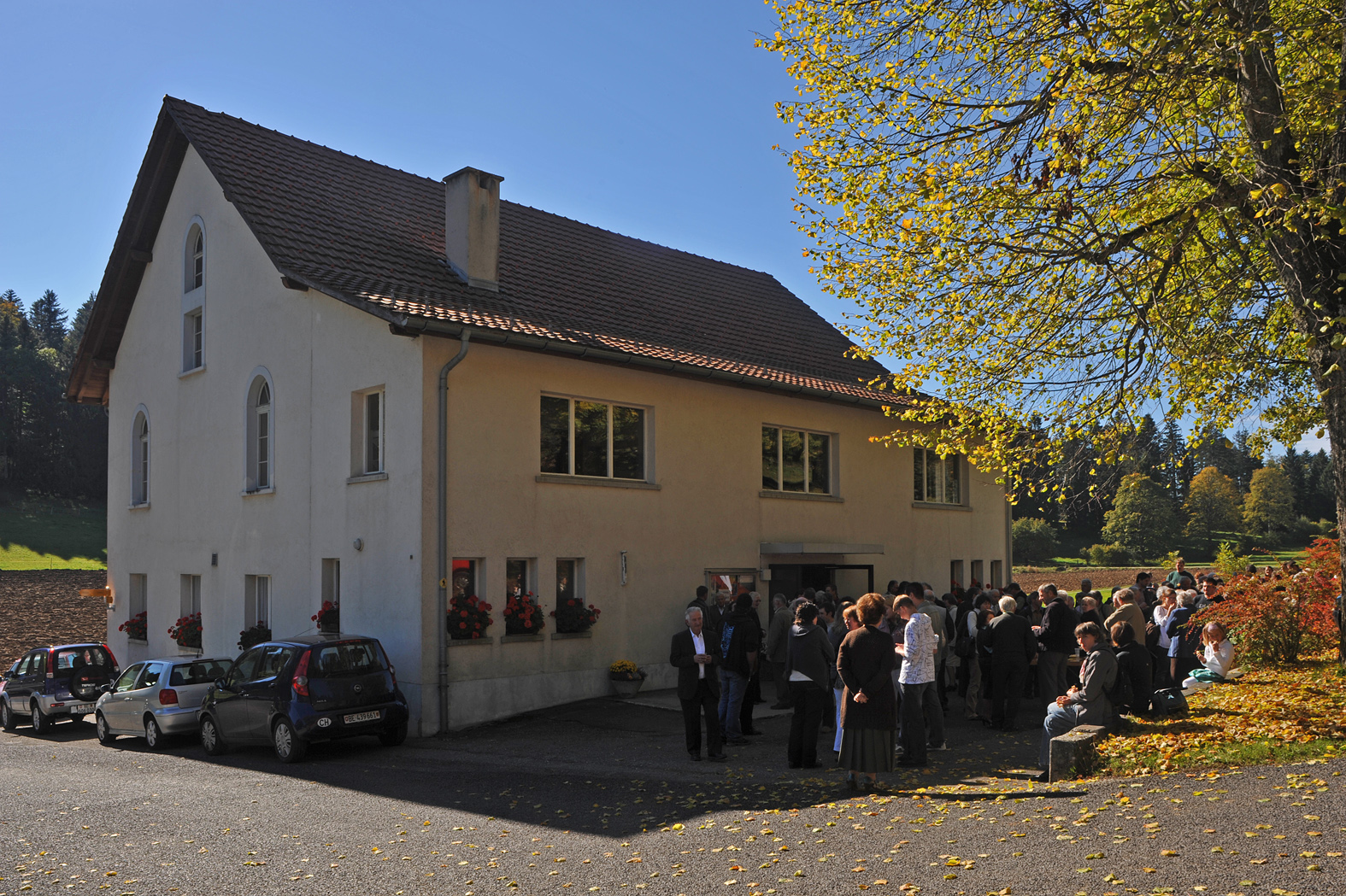
Kapelle der Mennonitengemeinde Sonnenberg in Jeanguisboden, Jura, mit Archiv und Bibliothek der Schweizerischen Mennonitischen Konferenz

Die dreizehn Gemeinden der Konferenz der Mennoniten der Schweiz mit ihren 1800 Mitgliedern liegen alle im Nordwesten der Schweiz. Die größten Gemeinden sind diejenigen im Berner Jura, im Emmental (246 Mitglieder), in Muttenz (328 Mitglieder) und um Neuenburg herum. In Liestal befindet sich das täuferische Ausbildungs- und Tagungszentrum Bienenberg (vormals Europäische Mennonitische Bibelschule). Die Schweizer Mennoniten werden auch als Alttäufer bezeichnet.

### Andere Länder

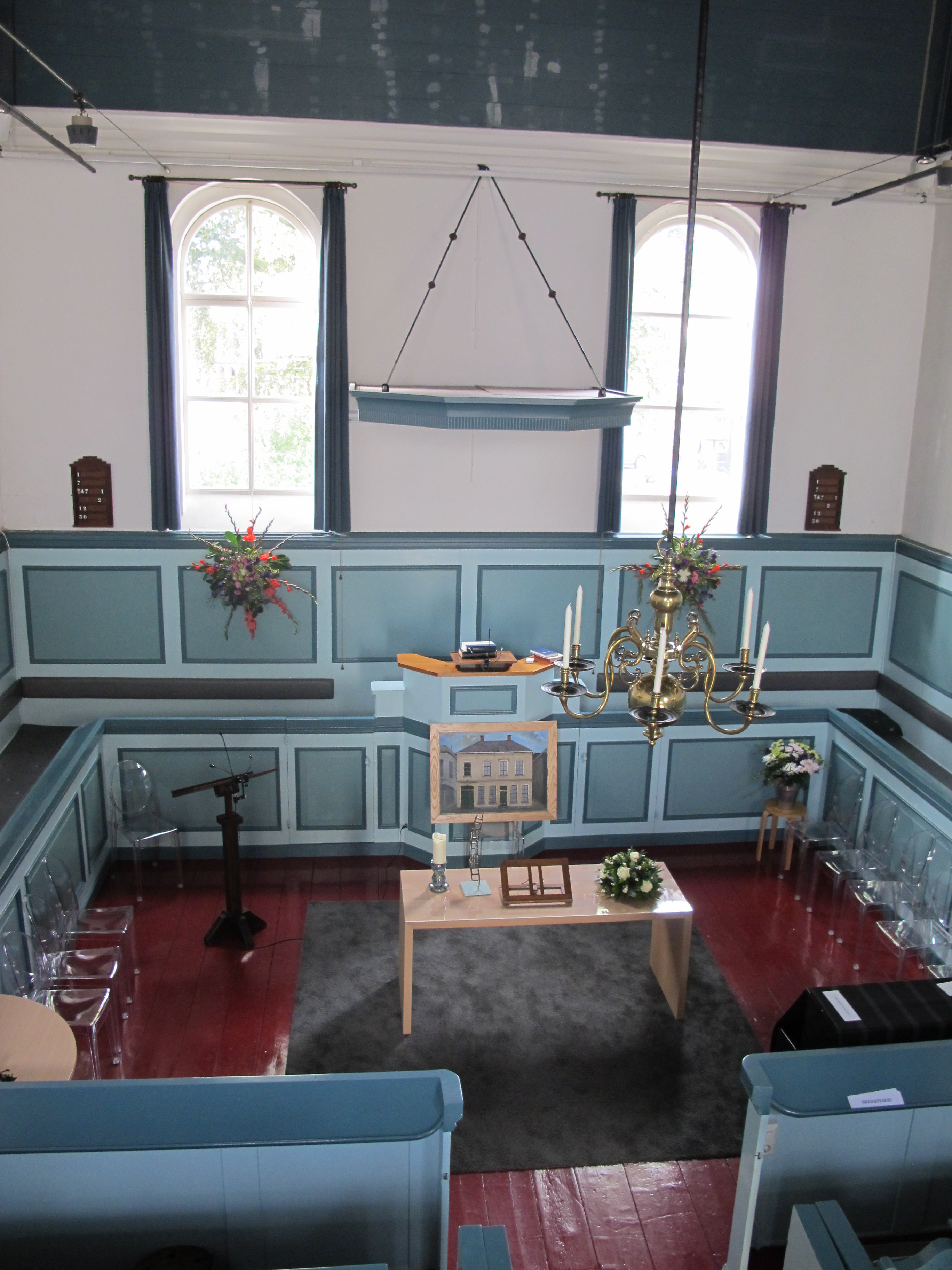
Innenraum der Doopsgezinde Kerk in Winterswijk (Niederlande)

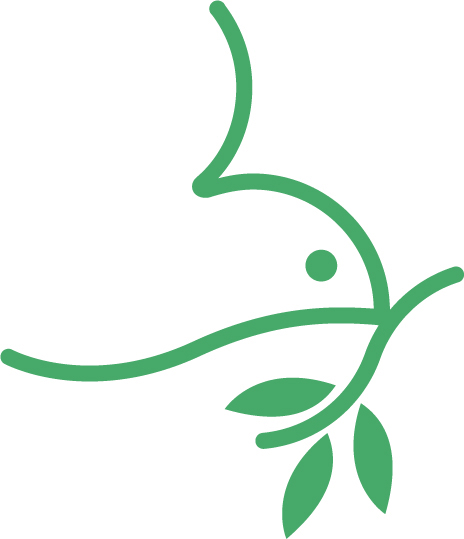
Logo der Mennonite Church Canada

Weltweit gibt es derzeit ungefähr 2,1 Millionen Täufer in 80 Ländern (Stand 2015). Von diesen leben mit 37 % die meisten in Afrika. In den USA und Kanada leben 32 %, in Asien und Australien 16 % und in Lateinamerika und der Karibik etwa 10 %. In Europa, wo die mennonitische Bewegung entstanden ist, leben heute nur noch etwa 4 % der Mennoniten.
Mennonitische Zusammenschlüsse und Kirchen innerhalb Europas finden sich unter anderem in den Niederlanden, in Frankreich und in Luxemburg.
Die mennonitischen Gemeinden in den Niederlanden sind in der Algemene Doopsgezinde Sociëteit (Taufgesinnte Gesellschaft) zusammengeschlossen.
Die mennonitischen Gemeinden in Frankreich und Belgien sind in der Association des Églises Évangéliques Mennonites de France zusammengeschlossen. Vor allem in der Region um Montbéliard (deutsch Mömpelgard) gibt es mennonitische Gemeinden mit zum Teil eigenen Friedhöfen. Auch in Geisberg im Nord-Elsass gibt es eine Gemeinde, die mit den Mennoniten in der Pfalz eng zusammenarbeitet. In der Region Paris gab es im Jahr 2003 drei Gemeinden, in Frankreich insgesamt 32 mit ungefähr 2050 Mitgliedern.
In Luxemburg gibt es zwei Mennonitengemeinden mit etwa 110 Mitgliedern, die in der Association Mennonite Luxembourgeoise zusammengeschlossen sind. Die italienischen Mennoniten sind in der Chiesa Evangelica Mennonita Italiana und die spanischen in der Asociación de Menonitas y Hermanos en Cristo en España vernetzt.
Bekannte mennonitische Kirchen in Nordamerika sind die 2000 gegründete Mennonite Church Canada und die 2002 gegründete Mennonite Church USA. Neben diesen gibt es auch mennonitische Brüdergemeinden (Mennonite Brethren Churches), die von den Tunkern beeinflussten Brethren in Christ und traditionalistisch-konservative Gruppierungen wie die Altmennoniten (Old Order Mennonites) und Altkolonier (Old Colony Mennonites). Die letzten beiden Gruppen weisen zum Teil Gemeinsamkeiten mit den Amischen auf. Zentrum der mennonitischen Auswanderung nach Amerika war in den ersten Jahren vor allem Pennsylvania.
Mit der Emigration nach Nord- und später auch nach Lateinamerika entstanden hier zum Teil größere mennonitische Siedlungen und Gemeinden. Bekannt sind heute vor allem die Kolonien Menno, Neuland, Fernheim und Friesland in Paraguay. Auch bedeutsam sind die Siedlungen in Argentinien (Colonia del Norte, Colonia Pampa de los Guanacos), Uruguay (El Ombú, Gartental, Delta, Colonia Nicolich), Brasilien (Colonia Nova und Colonia Witmarsum) und Bolivien (Campo Chihuahua, Colonia Durango, Colonia Manitoba). In Mexiko siedelten sich Mennoniten in den Bundesstaaten Chihuahua, Durango, Zacatecas und Campeche an. Auch im Nachbarland Belize siedelten im Wesentlichen aus Kanada kommende Mennoniten an. Die in Lateinamerika siedelnden Mennoniten bilden zum Teil völlig autonome Gemeinden, zum größeren Teil haben sich aber in größeren nationalen Gemeindeverbänden wie der Vereinigung der Mennonitengemeinden von Paraguay zusammengeschlossen. Bei vielen in Süd- und Mittelamerika lebenden Mennoniten ist die niederdeutsche Varietät Plautdietsch (neben Hochdeutsch, Spanisch und zum Teil indigenen Sprachen) noch immer Umgangssprache.
Mittels Mission entstanden auch in Afrika und Asien mennonitische Gemeindeverbände. Zu nennen wären besonders Kongo, Äthiopien und Indien.
Viele der Mennoniten in Nord- und Südamerika sowie in Europa haben noch eine gemeinsame ethnische Herkunft, da bereits die aus deutschsprachigen Regionen stammenden Vorfahren überwiegend Mennoniten waren. Dies trifft zum Beispiel auf nahezu sämtliche traditionell lebende Mennoniten in Amerika zu, die heute noch mit der Kutsche fahren und einen deutschen Dialekt sprechen. Mennonitische Gemeinden in Afrika, Asien, der Karibik und teilweise auch in Lateinamerika sind dagegen erst über die Mission mennonitischer Werke ab Ende des 19. Jahrhunderts und vor allem nach dem Zweiten Weltkrieg entstanden. Viele Gemeindeverbände in Europa, Nordamerika sowie viele der über die Mission entstandenen Gemeinden in Afrika und Asien unterscheiden sich im kulturellen Verständnis bzw. der äußeren Wahrnehmung oft nur wenig von anderen protestantischen Freikirchen.

## Prinzipien

Gläubigentaufe in der Amsterdamer Singelkerk (Anfang des 18. Jahrhunderts; Darstellung von S. Fokke um 1743)

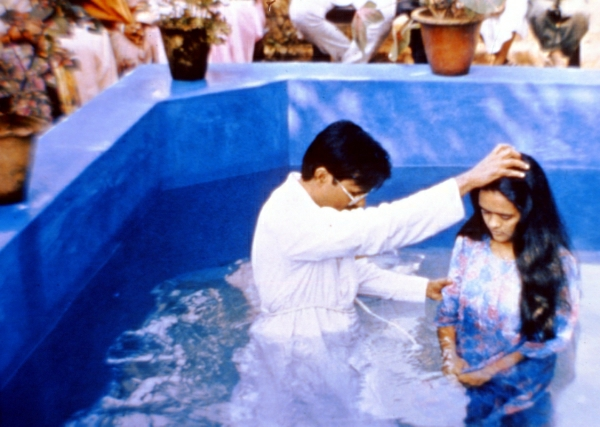
Taufe auf der Versammlung der Mennonitischen Weltkonferenz in Kalkutta, Indien, 1997

Die Mennoniten teilen mit den anderen reformatorischen Kirchen die vier Soli (allein durch die Schrift, den Glauben, die Gnade und allein Christus). Wesentliche Merkmale sind daraus folgend die Gläubigentaufe, die Ablehnung des Eides und des Militärdienstes, die Gemeindeautonomie, das Priestertum aller Gläubigen und die Forderung nach der Trennung von Staat und Kirche. Entscheidend für Glauben und Leben ist die Bibel. Eine zentrale Stelle für das mennonitische Glaubensverständnis nimmt die Bergpredigt ein.
Aus der Bergpredigt und dem Jakobusbrief erklärt sich auch das mennonitische Engagement für Frieden und Gewaltfreiheit. Die Verbindung von Ethik und Ekklesiologie ist charakteristisch für die mennonitische Theologie. Die Mennoniten werden traditionell auch den Friedenskirchen zugeordnet. Viele Mennoniten sind diakonisch in politischen Krisengebieten aktiv.
Aus ihrer Geschichte erklärt sich das Eintreten für Glaubens- und Gewissensfreiheit. Die Mennoniten haben sich bewusst als Freikirche außerhalb von staatlichen Strukturen zusammengeschlossen und verstehen sich wie andere Freikirchen als Freiwilligkeitskirche. Sie betonen die Entscheidungsfreiheit des Einzelnen und lehnen die Prädestination, wie sie besonders im Calvinismus vertreten wird, ab.
Taufe und Abendmahl werden als Bundeszeichen verstanden. Das Abendmahl wird dementsprechend symbolhaft aufgefasst. Die Auffassung, dass diese als Sakramente Heil vermittelnde Handlungen seien, wird abgelehnt.
Unterschiedliche Positionen bestehen heute zum Beispiel bei der Ordination von Frauen, der Akzeptanz von Homosexualität und Scheidungen. Hier haben sich progressive und konservative Richtungen herausgebildet.
Als Prinzipien der täuferisch-mennonitischen Theologie und Praxis können (unter anderem) die folgenden Punkte genannt werden:
- Bekehrung: Die bewusste Entscheidung für den Glauben steht vor der Taufe. Die Bekehrung meint nach Joh 3,1–23 EU die bewusste Abkehr vom Leben unter der Macht der Sünde und die Hinkehr zu Gott.
- Glaubenstaufe: Die Taufe ist Ausdruck der bewussten Entscheidung des Einzelnen zur Nachfolge Jesu. Kindertaufen werden abgelehnt und nicht praktiziert. Die Taufe kann durch Untertauchen, Begießen oder Besprengung praktiziert werden. Einige Mennonitengemeinden taufen auch außerhalb der Kirchen in Seen oder Flüssen. Vor der Taufe findet meist ein Taufunterricht statt. Immer ist die Taufe ein öffentliches Bekenntnis der Bekehrung und der Wiedergeburt gegenüber Gott und den Menschen. Durch die Taufe wird die Bekehrung besiegelt.
- Kindersegnung: Statt einer Kindertaufe ist unter Berufung auf Mt 19,13–15 EU wahlweise eine Kindersegnung möglich. Die Praxis der Segnung von Kindern wurde bereits in einem Brief des täuferischen Reformators Balthasar Hubmaier an Johannes Oekolampad vom 16. Januar 1525 geschildert. Auch Pilgram Marpeck erwähnte die Zeremonie 1531.
- Abendmahl: Das Abendmahl wird als Erinnerungsmahl unter den getauften Gläubigen gefeiert. Es soll an die Leiden und den Tod Christi erinnern. Zugleich soll der Gemeinschaftsaspekt des Abendmahls betont werden. Brot und Wein werden als Symbole verstanden, eine Transsubstantiation wird abgelehnt. In einigen Gemeinden ist die Fußwaschung vor dem Abendmahl noch verbreitet.
- Laienprediger: Es wird das Priestertum aller Gläubigen praktiziert. Dementsprechend sind in Mennonitengemeinden neben ausgebildeten Theologen oft auch Laienprediger aktiv.
- Gemeindedisziplin: Der Umgang mit Sünden kann nach Mt 18,15–17 EU bis zum Bann aus der Gemeinde führen. Über ein Sündenbekenntnis können Sünder wieder in die Gemeinde aufgenommen werden. In der Diskussion über den Bann entwickelten sich im 17. Jahrhundert konservative und liberale Positionen.
- Eid: Nach Mt 5,33–37 EU lehnen die Mennoniten das Schwören von Eiden ab.
- Frieden: Einen großen Stellenwert hat der auf die Bergpredigt Mt 5 EU zurückgehende Friedensaspekt, auch wenn die Wehrlosigkeit geschichtlich nicht immer eingehalten wurde.

Zu den frühesten Glaubensbekenntnissen zählen die am 24. Februar 1527 angenommenen Schleitheimer Artikel. Später entstanden weitere Glaubensbekenntnisse wie das in den Niederlanden entstandene Dordrechter Bekenntnis von 1632, das später von vielen mennonitischen Gemeinden und Kirchen übernommen wurde. Mit ihnen suchten die Mennonitengemeinden immer wieder ein gemeinsames Bekenntnis zu formulieren. Entscheidend für den Glauben des Einzelnen sind diese Bekenntnisse nicht.

## Praxis

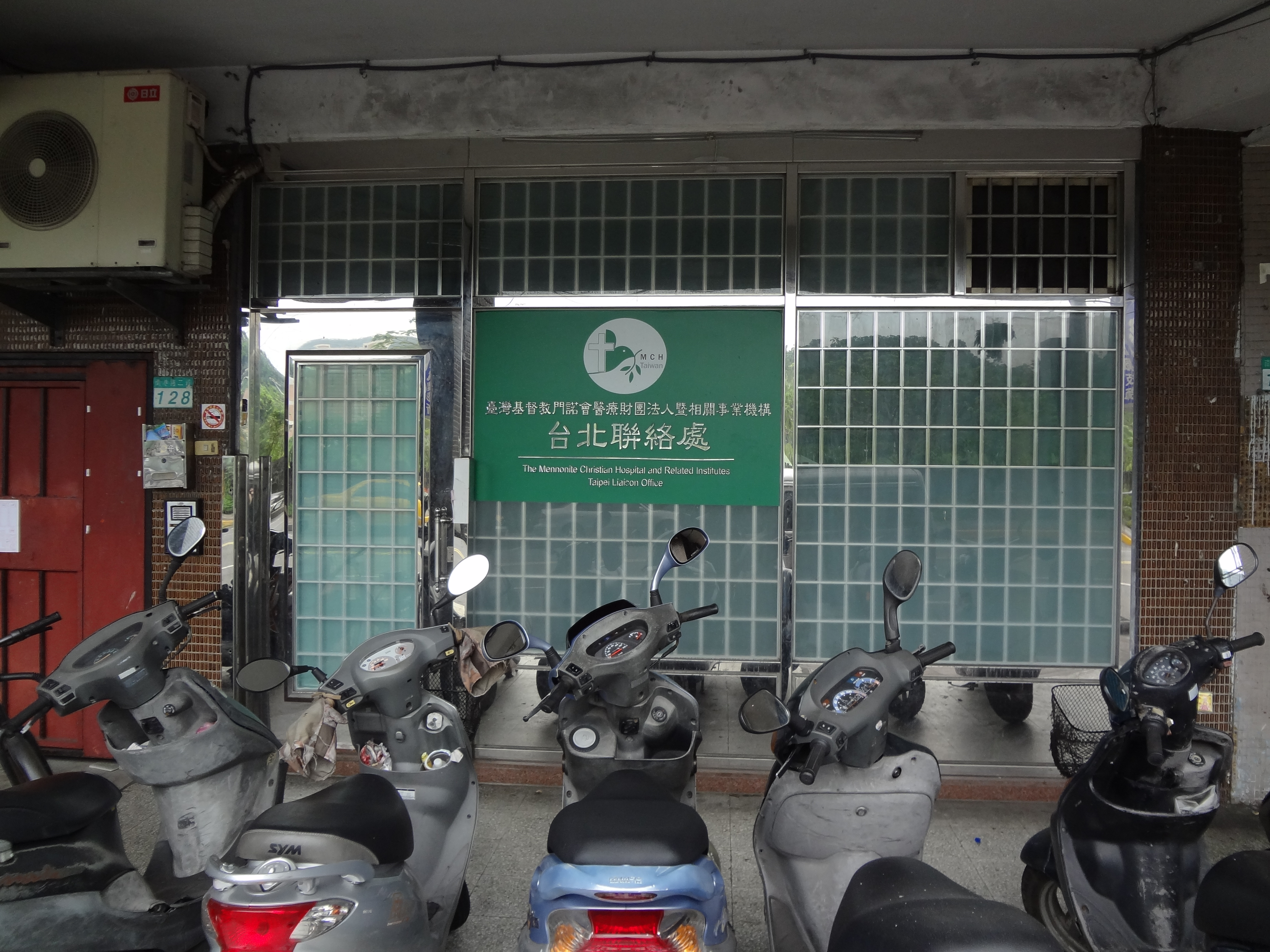
In Taipeh betreiben Mennoniten ein christliches Krankenhaus

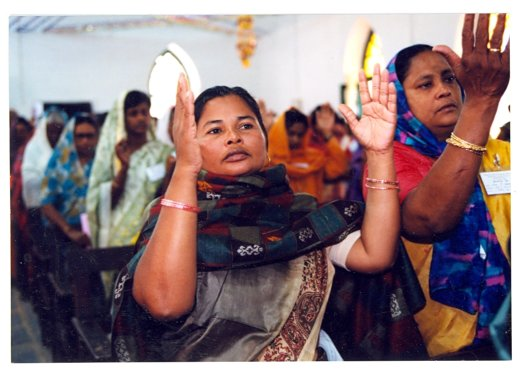
Indische Mennonitinnen in einem Gottesdienst. Beim Segen werden die Hände erhoben.

Die Lebensweise und religiöse Praxis in den einzelnen Gemeinden weicht zum Teil stark voneinander ab. Gemeinsam ist ihnen allen die täuferische Tradition.
Die Gestaltung der Gottesdienste ist an keine feste Liturgie gebunden. Im Mittelpunkt eines täuferisch-mennonitischen Gottesdienstes steht jedoch immer die Predigt. Die Kirchen oder Bethäuser sind entsprechend als schlichte Predigtkirchen mit einer zentralen Kanzel konzipiert. Die Predigt kann von ausgebildeten Pastoren wie auch von Laienpredigern gehalten werden. Eine große Rolle spielt das gemeinschaftliche Singen, wobei die Musik modern wie auch traditionell gestaltet sein kann. Das Abendmahl wird nach reformierten Verständnis als Gedächtnismahl praktiziert. Statt eines zentralen Altars gibt es in mennonitischen Kirchen einen Abendmahlstisch. Im Zusammenhang des Abendmahls wird in einigen Gemeinden auch die Fußwaschung praktiziert. Die Taufe kann durch vollständiges Untertauchen (Immersion), durch Begießen (Affusion) oder Besprengen (Aspersion) vorgenommen werden. Gottesdienste finden in Bethäusern, Kirchen oder in Privathäusern statt. Neben den Gottesdiensten treffen sich oft auch kleinere Gruppen in privaten Hauskreisen. Titel werden untereinander nicht verwendet.
Die Gemeinde ist demokratisch verfasst. Entscheidungen werden von der Gemeindeversammlung getroffen. Aus ihrer Mitte werden auch die Ältesten (≈Gemeindeleitung oder Kirchenrat), die Prediger oder Pastoren und die Diakone gewählt. Finanziert werden die Gemeinden ausschließlich über freiwillige Spenden und Mitgliederbeiträge.
Kennzeichnend ist zum Teil auch eine gewisse Schlichtheit im Lebensstil. Einige orthodoxe Gruppen wie zum Beispiel in Amerika, Russland oder Kirgisistan leben in Distanz zur umgebenden Gesellschaft, stehen moderner Technik skeptisch gegenüber und versammeln sich am Sonntag als Hausgemeinde in Privathäusern statt in Kirchen. Diese Gruppen stehen in vielen Punkten den Amischen nahe. Die meisten Mennoniten leben jedoch modern und weltoffen.
Mennoniten sind oft auch in Diakonie und sozialen Projekten engagiert. Eine große Rolle spielt bis heute das friedenspolitische Engagement. In Deutschland wurde 1956 das Deutsche Mennonitische Friedenskomitee gegründet. International arbeiten Mennoniten in den gemeinsam mit anderen Friedenskirchen gegründeten Christian Peacemaker Teams mit. Zudem wurden Hilfsorganisationen wie das Mennonite Central Committee, die Mennonitischen Hilfswerke oder der Mennonitische Katastrophendienst (englisch Mennonite Desaster Service) gegründet, um Hilfsbedürftige, ohne Rücksicht auf deren Religion, zu unterstützen. Über das Projekt Ten Thousand Villages arbeiten Mennoniten auch im Fairen Handel mit. Unterstützt werden Hilfsprojekte von Freiwilligen der Christlichen Dienste (Mennonite Voluntary Service).

## Struktur
Die mennonitischen Gemeinden und Kirchen sind kongregationalistisch aufgebaut, was bedeutet, dass die einzelnen Gemeinden autonom sind. Auf regionaler, nationaler und internationaler Ebene haben sich die Mennoniten jedoch oft zu Arbeitsgemeinschaften und Vereinigungen zusammengeschlossen. Die lokale Gemeinde spielt im Selbstverständnis der Mennoniten aber nach wie vor die entscheidende Rolle. Die Führung einer Gemeinde liegt in der Regel in den Händen von Ältesten, Predigern und Diakonen.
1990 wurde in Deutschland die Arbeitsgemeinschaft Mennonitischer Gemeinden gegründet, die die Arbeit vieler Mennonitengemeinden in Deutschland koordiniert. Daneben gibt es die Arbeitsgemeinschaft Mennonitischer Brüdergemeinden und den Bund Taufgesinnter Gemeinden (inzwischen unter dem Namen Bund evangelischer Freikirchen (Taufgesinnte Gemeinden)). In der Schweiz besteht die Konferenz der Mennoniten der Schweiz und in Österreich die Mennonitische Freikirche Österreich.
International sind weltweit 100 mennonitische Kirchen und Arbeitsgemeinschaften in der Mennonitischen Weltkonferenz zusammengeschlossen. Auf europäischer Ebene findet zudem alle sechs Jahre die Mennonitisch-Europäische Regionalkonferenz statt. Mennonitische Brüdergemeinden sind auf internationaler Ebene seit 1990 im International Committee of Mennonite Brethren (ICOMB) miteinander vernetzt.

## Ökumene
Die meisten Mennoniten fühlen sich mit anderen Christen verbunden. Entsprechend arbeiten Mennoniten mit anderen evangelischen Freikirchen zum Beispiel in der Vereinigung Evangelischer Freikirchen (in Deutschland), im Verband Evangelischer Freikirchen und Gemeinden in der Schweiz und im Zusammenschluss Freikirchen in Österreich zusammen. Viele lokale Gemeinden sind Mitglied der Evangelischen Allianz. Die Arbeitsgemeinschaft Mennonitischer Gemeinden in Deutschland vertritt die deutschen Mennoniten in der Arbeitsgemeinschaft Christlicher Kirchen in Deutschland. International sind viele mennonitische Kirchen zudem Mitglieder im Ökumenischen Rat der Kirchen.
Am Ende des 20. Jahrhunderts fanden mehrere interkonfessionelle Dialoge mit anderen christlichen Gemeinschaften und Kirchen statt. Zu nennen wären unter anderem der Mennonitisch-Lutherische Dialog und der Mennonitisch-Katholische Dialog. Zwischen 1989 und 1992 fand mit Vertretern des Baptistischen Weltbundes und der Mennonitischen Weltkonferenz auch ein erster mennonitisch-baptistischer Dialog statt. In den Jahren 2011 und 2012 gab es auf Weltebene zudem einen ersten bilateralen Dialog zwischen Mennoniten und den im 19. Jahrhundert entstandenen Siebenten-Tags-Adventisten.
Es finden sich jedoch auch konservative Mennoniten, die eine Kooperation mit anderen Kirchen und Gemeinden ablehnen und stattdessen die Autonomie der einzelnen Gemeinde betonen.

### Römisch-Katholische Kirche
Zwischen 1998 und 2003 fanden unter dem Stichwort Unterwegs zu einer Heilung der Erinnerungen mehrere offizielle Treffen zwischen Vertretern der Mennonitischen Weltkonferenz und dem Vatikan statt. Sie waren seit dem 16. Jahrhundert die ersten offiziellen Begegnungen beider Kirchen.

### Evangelische Landeskirchen

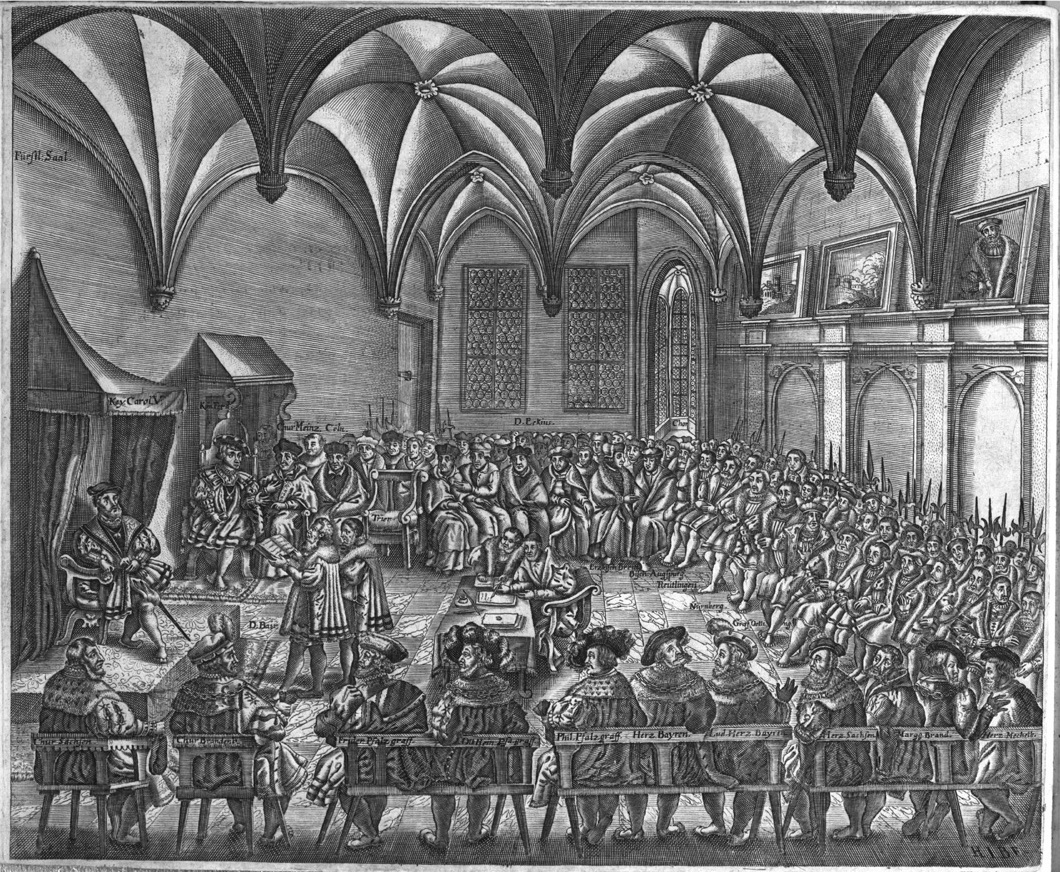
Beim Augsburger Reichstag 1530 wollte die lutherische Seite ihre Rechtgläubigkeit und Kontinuität mit der bisherigen Kirche mit der Vorlage eines ausführlichen Bekenntnisses nachweisen. Die Verwerfung von (angeblichen) täuferischen Lehren sollte hierbei eine der Gemeinsamkeiten mit der päpstlichen Seite darstellen.

Seit Ende des 20. Jahrhunderts gab es mehrere Dialoge mit lutherischen und reformierten Kirchen. In Deutschland fanden beispielsweise zwischen 1989 und 1992 erste Gespräche mit Vertretern der lutherischen Landeskirchen statt. In der Schweiz fand zwischen 2006 und 2009 ein Dialogprozess unter dem Stichwort Christus ist unser Friede mit dem Schweizerischen Evangelischen Kirchenbund statt. Ebenfalls bis 2009 tagte eine internationale lutherisch-mennonitischen Studienkommission. Im gleichen Jahr erklärte der Rat des Lutherischen Weltbundes tiefes Bedauern und Kummer über das begangene Unrecht und bat die Mennoniten um Vergebung. Im Juli 2010 schloss sich die Vollversammlung des Lutherischen Weltbunds in Stuttgart dieser Erklärung an und entschuldigte sich stehend oder kniend für die brutalen Verfolgungen im 16. und 17. Jahrhundert.
Dennoch kommt es immer wieder zu Irritationen. So sagte der Ratsvorsitzende der EKD Nikolaus Schneider in der Diskussion über die Legitimität von Gewalt im Mai 2011, die Friedenskirchen und namentlich die Mennoniten erlaubten dem Einzelnen auf Gewalt nur eine Reaktion: „das Davonlaufen“. Auch ist das Augsburger Bekenntnis von 1530, das die Täufer unter anderem für ihre Gewaltfreiheit verdammt und das die Verfolgung der frühen Täufer in protestantischen Territorien legitimierte, noch immer gültige Bekenntnisschrift der Evangelischen Kirche in Deutschland. Im Jahr 1992 erklärte die VELKD hierzu, dass die Verwerfung der Friedenskirchen im Augsburger Bekenntnis die Mennoniten heute „nicht in demselben Maße“ treffe wie die Täufer der Reformationszeit.

### Quäker
Die Beziehungen zu den im 17. Jahrhundert entstandenen Quäkern sind traditionell gut, auch wenn die Intensität stark geschwankt hat. Bei den ersten Aufeinandertreffen der beiden Konfessionen im niederländisch-norddeutschen Raum kam es teilweise noch zu verbalen Tumulten. Von Beginn an gab es auch starke Konversionsbewegungen zwischen den beiden Gruppen. Das führte unter anderem zu einem anhaltenden Konflikt unter Historikern, ob die 13 Krefelder Familien, die unter der Führung des deutschen Quäkers Franz Daniel Pastorius nach Pennsylvania auswanderten, quäkerisch oder mennonitisch gewesen waren. Es gab zum Teil auch überkonfessionelle Partnerschaften, gemeinsam verfasste Dokumente wie auch gemeinsam genutzte Versammlungshäuser. Auch die Verfolgungen beider Gruppen forcierte die Zusammenarbeit. Bei theologischen Themen wie Friedensarbeit, Betonung der Laien, Sakramentsverständnis und Ablehnung von Eid und Kriegsdienst gibt es bis heute Berührungspunkte.

## Bekannte Mennoniten (Auswahl)
- Menno Simons (1496–1561), friesischer Pfarrer und Namensgeber
- Hermann op den Graeff (1585–1642), Unterzeichner des Dordrechter Bekenntnis von 1618; 1637 als „Mennoniten Herrn Bischof“ von Krefeld tituliert
- Jacob Izaaksoon van Ruisdael (1628–1682), niederländischer Landschaftsmaler aus Haarlem
- Abraham Isacks op den Graeff (1649–1731), Mitglied der „Original 13“, der ersten geschlossenen Gruppe deutscher Auswanderer nach Amerika und Mitbegründer von Germantown sowie 1688 Mitinitiator des ersten Protest gegen die Sklaverei in Amerika
- Johann Eimann (1764–1847), deutscher Kolonist und Notar
- Jan ten Doornkaat Koolman (1773–1851), friesischer Kaufmann und Spirituosenhersteller aus Norden

Antje Brons

- Antje Brons (1810–1902), Kirchenhistorikerin
- Henry Voth (1855–1931), US-amerikanischer Pastor und Missionar der Cheyenne, Arapaho und Hopi; einer der größten Kenner der Hopi und ihrer Sprache.
- Annie Clemmer Funk (1874–1912), US-amerikanische mennonitische Missionarin in Indien
- Wilhelmine Siefkes (1890–1984), niederdeutsche Lehrerin und Schriftstellerin aus Leer
- John Howard Yoder (1927–1997), US-amerikanischer mennonitischer Theologe und Ethiker
- Anni Dyck (* 1931), deutsche mennonitische Missionarin und Schriftstellerin
- George W. Peters (1907–1988), russisch-deutscher mennonitischer Missiologe
- Vincent Harding (1931–2014), US-amerikanischer Bürgerrechtler und Historiker
- Rudy Wiebe (* 1934), kanadischer Schriftsteller russlanddeutscher Herkunft

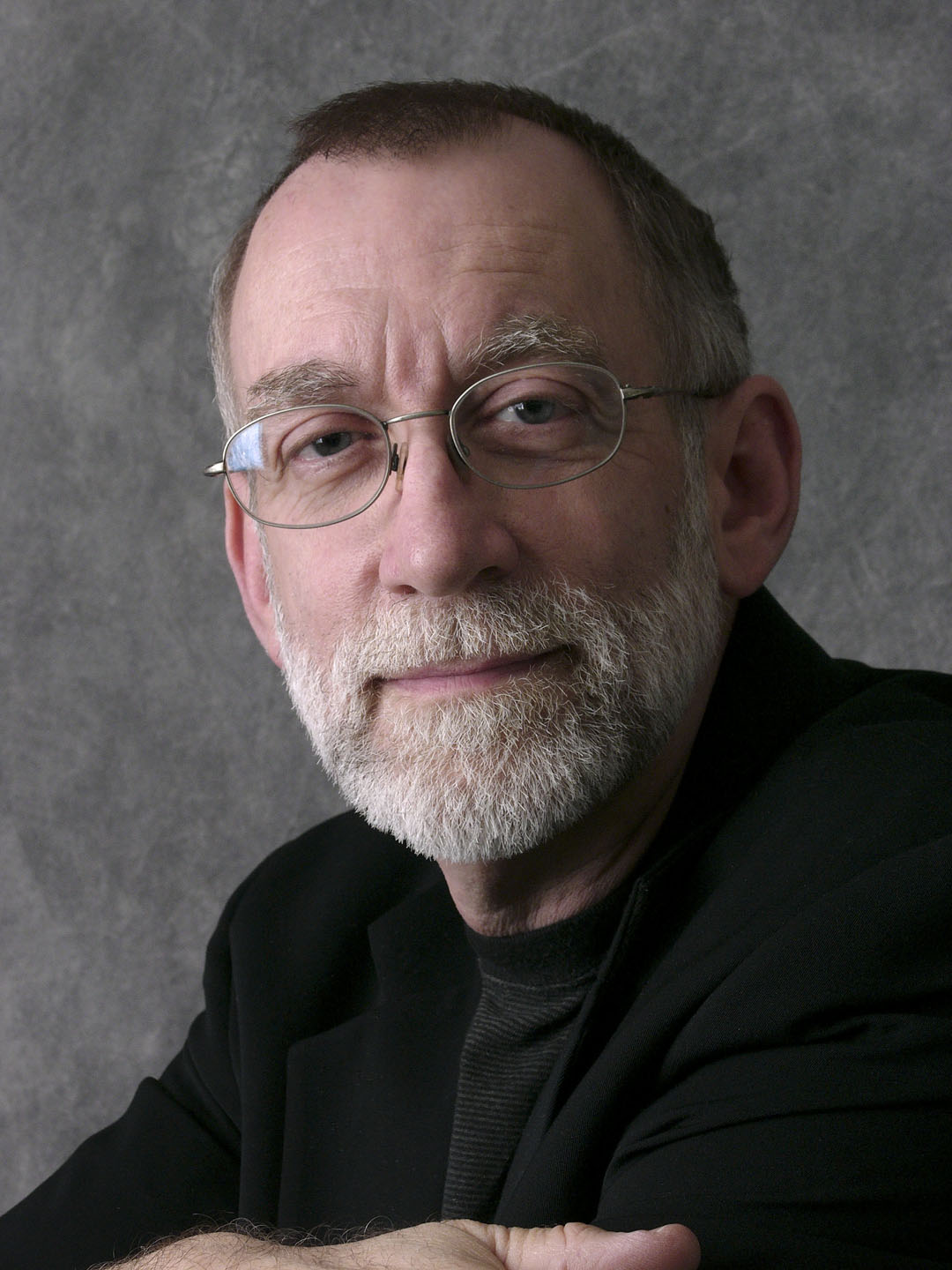
Howard Zehr 2005

- Howard Zehr (* 1944), US-amerikanischer Soziologe und Professor für Restorative Justice
- Robbert Adrianus Veen (* 1956), niederländischer mennonitischer Theologe
- Fernando Enns (* 1964), deutsch-brasilianischer mennonitischer Theologe, Mitglied des ÖRK-Zentralausschusses
- Miriam Toews (* 1964), kanadische Schriftstellerin
- Abraham Fast, mennonitischer Theologe
- Heinold Fast (1929–2015), deutscher mennonitischer Theologe und Täuferforscher
- John Paul Lederach (* 1955), US-amerikanischer mennonitischer Soziologe, Friedensforscher und Professor für International Peacebuilding
- Karl Friesen (* 1958), deutsch-kanadischer Eishockeytorwart
- David Neufeld (* 1970), deutscher mennonitischer Verleger und Gründer des Neufeld Verlages
- Brendan Fehr (* 1977), kanadischer Schauspieler
- James Reimer (* 1988), kanadischer Eishockeytorwart
- Abram Fast (* 1940), Gründer der größten deutschen Bruderschaft BCD

Aus einem mennonitischen Elternhaus kommen:
- Jacob Ovens (1685 – um 1728), deutscher Deichbauer und Hochstapler
- Hugo Conwentz (1855–1922), deutscher Botaniker, Begründer des europäischen Naturschutzes
- Hermann Sudermann (1857–1928), deutscher Schriftsteller und Bühnenautor
- Willibrord Verkade (1868–1946), niederländisch-deutscher Benediktinermönch und Mitglied der Beuroner Kunstschule
- Johan Huizinga (1872–1945), niederländischer Historiker
- Johannes Reimer (* 1955), russisch-deutscher Theologe und Professor für Missiologie
- David Bergen (* 1957), kanadischer Schriftsteller
- Jeff Hostetler (* 1961), US-amerikanischer American-Football-Spieler
- Lena Klassen (* 1971), russisch-deutsche Schriftstellerin
- Ann Voskamp (* 1973), kanadische Psychologin, Farmerin, Familienfrau und Bestsellerautorin
- Floyd Landis (* 1975), US-amerikanischer Radrennfahrer